# Église Saint-Germain de Mont-l'Évêque
Pour les articles homonymes, voir Église Saint-Germain.
L'église Saint-Germain de Mont-l'Évêque est une église catholique paroissiale située à Mont-l'Évêque, dans l'Oise, en France.
Elle succède à une église attestée avant le milieu du XIe siècle, et dont plus aucun vestige ne subsiste. La construction de l'église actuelle est probablement due à Guérin, évêque de Senlis, quand celui-ci établit la résidence rurale des évêques de Senlis à Mont-l'Évêque au cours des années 1220. Cependant, les parties remontant à cette époque sont peu nombreuses et se limitent à la nef et à l'ancien croisillon nord. En effet, la guerre de Cent Ans endommage l'église, et pendant la première moitié du XVIe siècle, elle est en grande partie reconstruite dans le style gothique flamboyant. De cette époque, date notamment le chœur avec ses collatéraux, qui séduit par son élancement, son élégance et le dessin varié de ses voûtes à liernes et tiercerons. D'intéressants détails sculptés se découvrent également à l'extérieur. La première travée du chœur est toutefois moins élevée et plus sobre, car il s'agit de l'ancien transept remanié. En revanche, le bas-côté de la nef, dont les deux chapiteaux des grandes arcades sont les seuls éléments dignes d'intérêt, ainsi que la façade occidentale, datent également de la première moitié du XVIe siècle. Le clocher trapu, mais d'une architecture néanmoins soignée, a été bâti en 1634 au sud de la dernière travée de la nef. Ensuite, la décoration néogothique de l'église au XIXe siècle a profondément modifié son caractère, en particulier celui de la nef et du bas-côté, qui ont été munis de fausses voûtes.
L'église Saint-Germain a été inscrite aux monuments historiques par arrêté du 27 septembre 1963. Elle fait aujourd'hui partie de la communauté de Chamant / Barbery / Mont-l'Évêque de la paroisse Saint-Rieul de Senlis. Les messes dominicales y sont célébrées de mai à septembre, sauf le premier dimanche du mois.

## Localisation

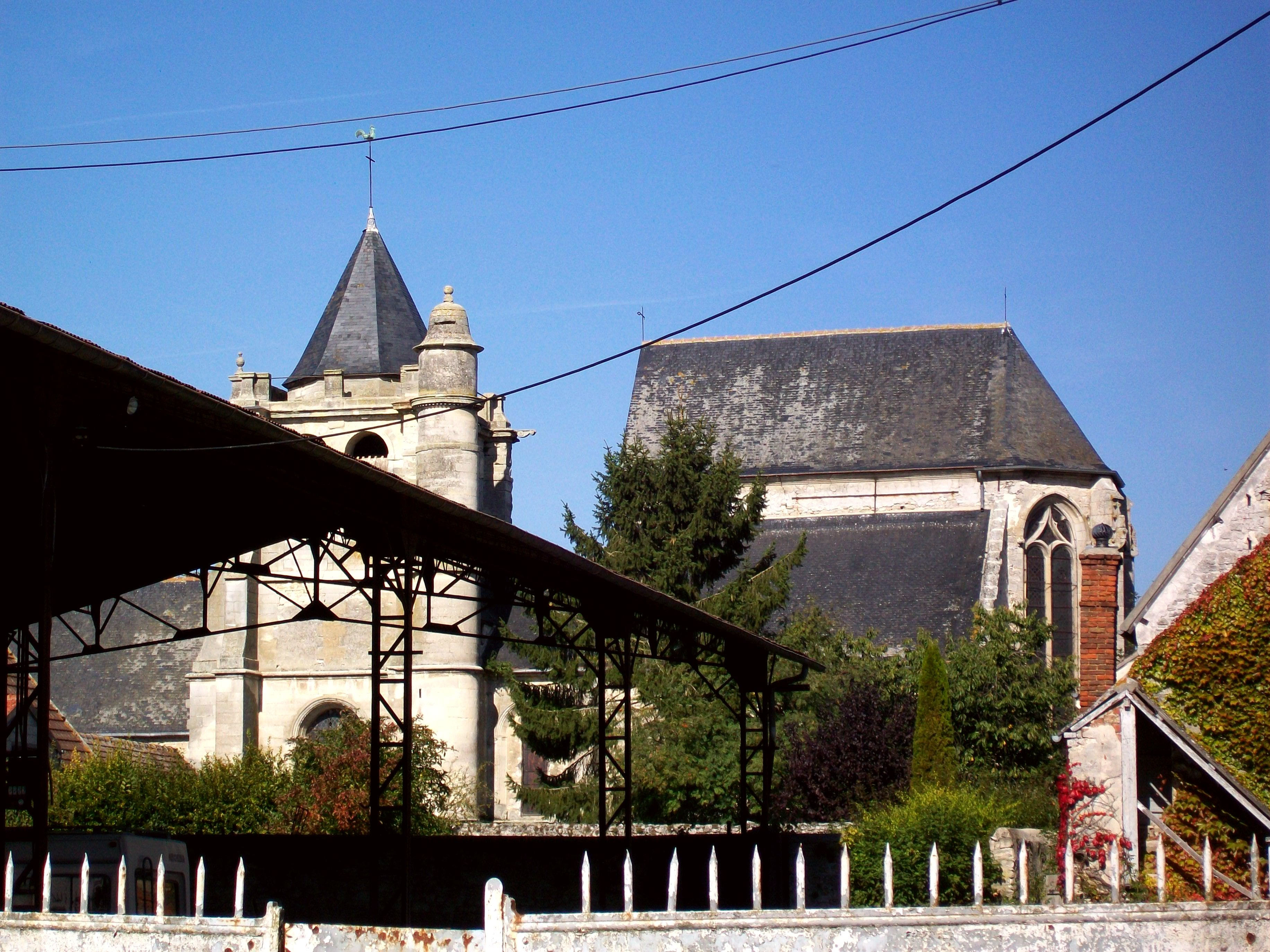
Vue depuis le sud (rue de Meaux).

L'église Notre-Dame est située en France, en région Hauts-de-France et au sud du département de l'Oise, dans le Parc naturel régional Oise-Pays de France, sur le territoire de la commune de Mont-l'Évêque, rue de l'Église / route de Nanteuil (RD 330), au nord du village. C'est une position en périphérie du village ancien, qui est un village-rue se développant le long de l'ancien tracé de la RN 330, la rue de Meaux, dans un sens est-ouest. La façade occidentale donne sur la rue de l'Église, et l'élévation méridionale ainsi que le chevet donnent sur une grande pelouse plantée de tilleuls, délimitée par la rue de l'Église, la route de Nanteuil, et la rue Bellotte, à l'est. Au sud, des propriétés privées s'approchent de près des murs de l'église, et ne laissent libres qu'un étroit passage. On peut ainsi faire le tour de l'église, mais il est impossible de la contempler dans son ensemble depuis le sud.

## Histoire

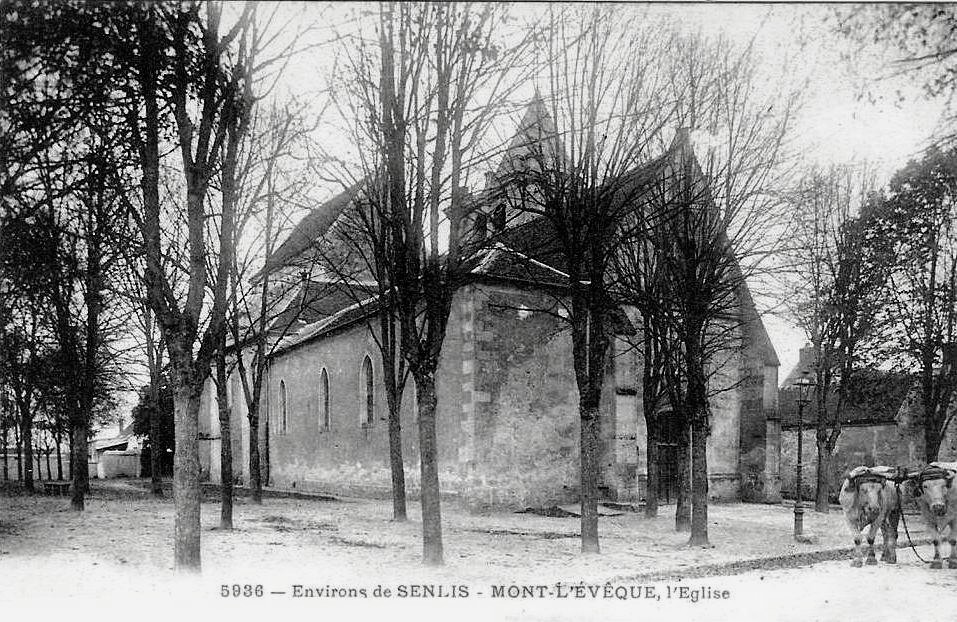
Vue d'ensemble depuis le nord-ouest au début du XXe siècle.

Une église paroissiale à Mons est attestée pour la première fois par un acte datant de 1042 environ, par lequel Guy le Bon, évêque de Senlis, donne le patronage de la cure au chapitre de l'église Saint-Rieul de Senlis. Le chapitre ne nomme toutefois à la cure que lors de la vacance du siège épiscopal de Senlis. Les terres de Mons ou Mont-le-Roi appartiennent primitivement au domaine royal. Vers 1220, Guérin, évêque de Senlis et futur chancelier de France, obtient du roi Philippe Auguste la cession de ces terres afin d'y établir la résidence rurale des évêques de Senlis. Ainsi les évêques de Senlis deviennent les seigneurs du lieu, et son appellation évolue vers Mont-l'Évêque. Il est avéré que Guérin fait reconstruire le château, où il fonde une chapelle dédiée à sainte Marie-Madeleine en 1221. Aucun document d'archives n'évoque la construction de l'église actuelle, mais le profil des ogives de la voûte de l'ancien croisillon nord et les fenêtres à lancette simple du croisillon et de la nef indiquent le début du XIIIe siècle. On suppose donc généralement que la fondation de l'église actuelle est également due à Guérin, et elle s'explique facilement par la volonté de donner au village une église à la hauteur de sa nouvelle fonction. L'on ignore malheureusement si l'église est dédiée à saint Germain d'Auxerre ou saint Germain de Paris. À l'intérieur de l'église, une chapelle dédiée à saint Nicolas formait jadis un bénéfice distinct.

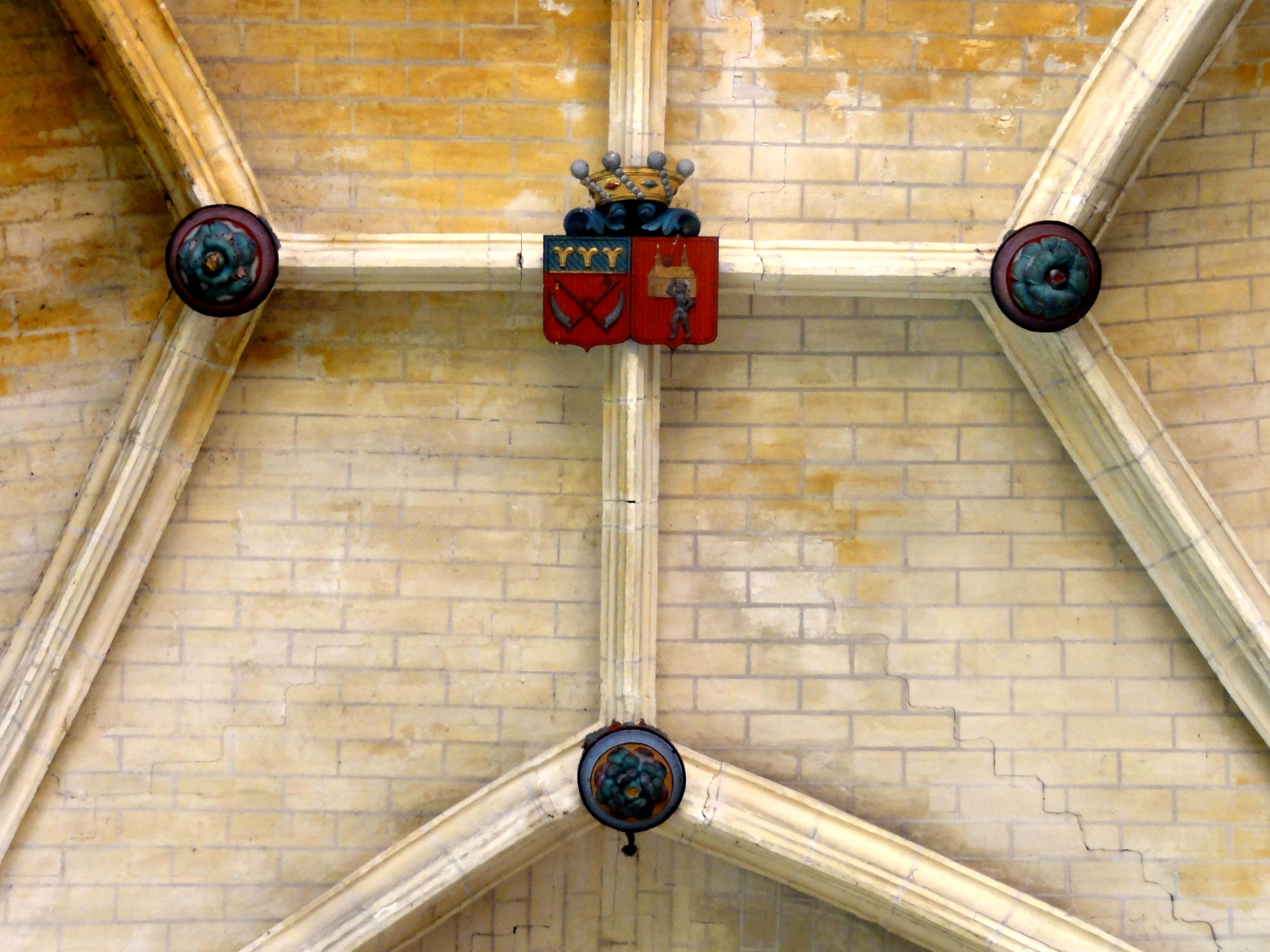
Voûte aux clés armoriées (Delfau de Pontalba à gauche et Almonaster Y Rojas à droite) de la dernière travée du collatéral sud.

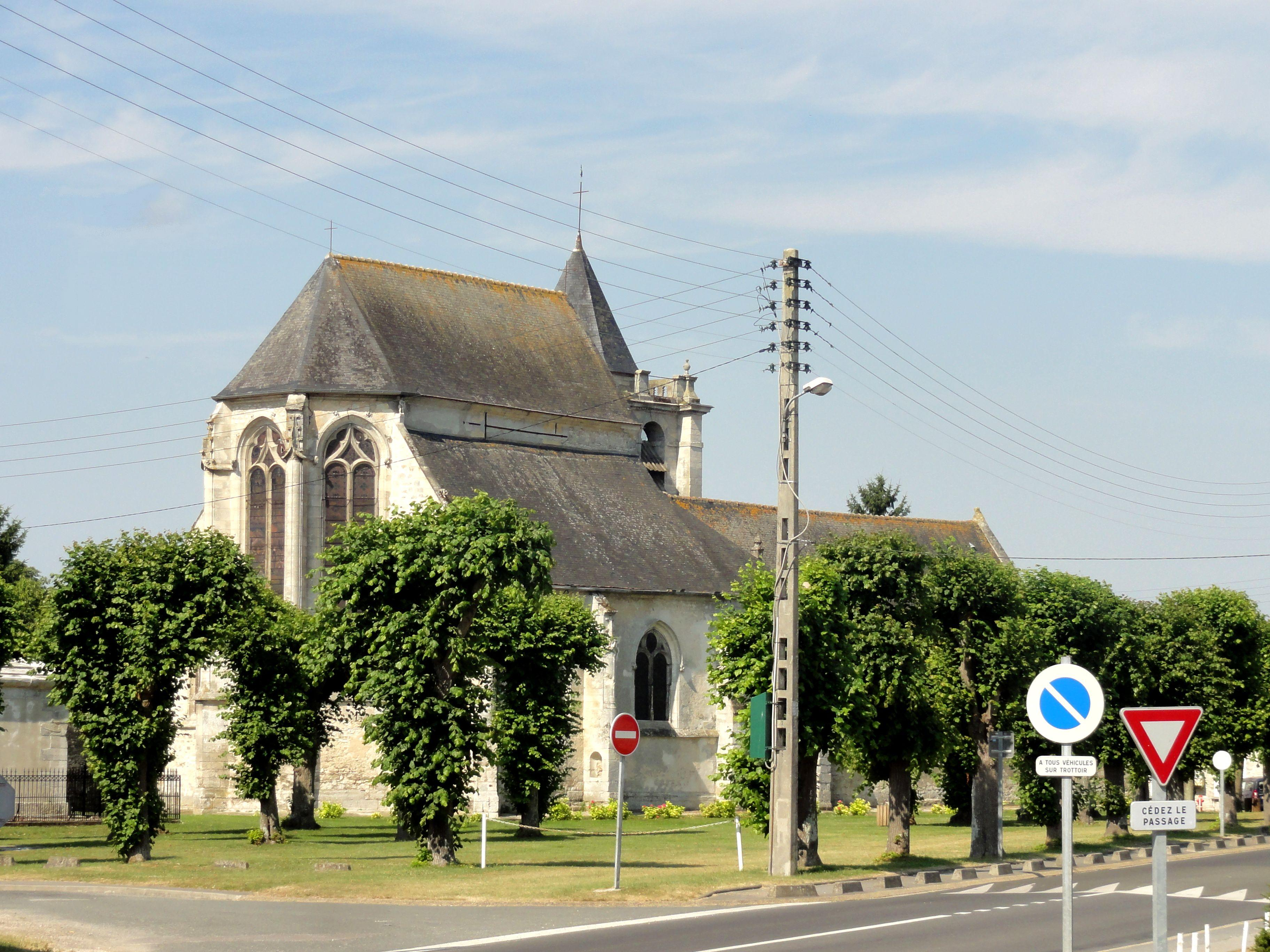
Vue d'ensemble depuis le nord-est.

L'église est fortement endommagée sous la guerre de Cent Ans, peut-être sous la bataille de Montépilloy le 15 août 1429. Elle est en grande partie rebâtie pendant la première moitié du XVIe siècle, et notamment pendant le second quart du siècle si l'on juge d'après les formes en plein cintre des réseaux des fenêtres, qui trahissent déjà l'influence de la Renaissance. De cette époque, datent l'unique bas-côté, au nord de la nef, ainsi que le chœur et ses collatéraux. Le croisillon sud est quant à lui remanié. Le clocher est ajouté en 1634 seulement, et occupe une position latérale au sud de la nef, devant le collatéral sud du chœur. On ne peut exclure qu'un clocher existait auparavant au-dessus de la croisée du transept, ce qui est la règle dans la région ; ce clocher a pu être détruit lors de la bataille du 17 mai 1589 qui eut comme résultat la levée du siège de Senlis, dans le contexte de la guerre de la Ligue. La croisée du transept est devenue la première travée du chœur. Par sa voûte, elle est assimilée à la nef. Pendant la seconde moitié du XIXe siècle en effet, la nef et le bas-côté sont pourvues de fausses voûtes dans le goût néogothique et changent profondément de caractère. Il y a une ressemblance des voûtes du bas-côté avec celles de la nef de Chamant. Le chœur est redécoré grâce à la famille de Pontalba, propriétaires du château,,. Elle fait appel à l'architecte et décorateur Philippe Bruslé, de Senlis. L'église est inscrite aux monuments historiques dans son ensemble par arrêté du 27 septembre 1963. Selon Dominique Vermand, qui a étudié la plupart des églises de la région, aucune partie de l'église n'est datable du XIVe siècle et du XVe siècle, contrairement à ce qu'indique le dossier de protection,..
Le siège épiscopal de Senlis n'est plus pourvu après la Révolution française. Le département de l'Oise est provisoirement rattaché tout en entier au diocèse de Beauvais, qui perd ses territoires à l'extérieur du département. Le concordat de 1801, qui officialise la légalisation de la pratique du culte, apporte le rattachement de l'Oise au diocèse d'Amiens. Depuis le rétablissement du diocèse de Beauvais en 1822, la paroisse de Mont-l'Évêque en fait définitivement partie. Elle est annexée à la paroisse de Chamant au XXe siècle, puis celle-ci perd à son tour son indépendance avec la définition de quarante-cinq nouvelles paroisses en 1996 et l'intégration dans la paroisse Saint-Rieul de Senlis. C'est une très grande paroisse qui regroupe l'ancienne ville épiscopale et seize petites communes des environs, dont deux (Chamant et Rully) possèdent deux églises, et un village (Villeneuve-sur-Verberie) en compte même trois. Du fait de l'étendue du secteur et grâce à la présence de plusieurs curés déjà âgés qui restent sur place, la paroisse Saint-Rieul est organisée en six communautés, qui fonctionnent comme les anciennes paroisses. En l'occurrence, le service paroissial continue longtemps d'être assuré par le père Gérard Noblet, curé de Chamant. Né le 4 août 1919 à Paris, il est ordonné prêtre en 1947, est muté à Londres en 1965, avant d'être nommé curé de Chamant en 1981. Le père Gérard Noblet prend sa retraite en 2004, mais reste actif jusqu'à sa mort le 24 février 2012. Désormais le service paroissial est assuré par un prêtre de Senlis. Les messes dominicales sont célébrées à 11 h 15, avec une interruption au mois d'août. Elles ont lieu à Mont-l'Évêque de mai à septembre, sauf le premier dimanche du mois quand elles se tiennent à Barbery.

## Description

### Aperçu général

Plan de l'église.

L'église n'est pas régulièrement orientée, et montre une nette dérivation de son axe vers le sud-est du côté du chevet. Le plan de l'édifice n'est pas symétrique le long de son axe. Il se compose d'une nef de quatre travées accompagnée d'un unique bas-côté au nord ; d'un chœur de trois travées se terminant par un chevet à trois pans ; de deux collatéraux du chœur de trois travées également, et se terminant par des chevets plats ; et d'un clocher à l'angle entre nef et collatéral sud. Sa base est utilisée comme sacristie. La première travée du vaisseau central du chœur a la même hauteur que la nef. Les deux autres travées et l'abside dépassent nettement en hauteur la nef. La seconde travée est plus profonde que les autres, et son collatéral nord est provisoirement cloisonnée par des murs de tous les côtés, ce qui fait apparaître la dernière travée comme une chapelle indépendante. — La nef est recouverte d'une fausse voûte en berceau brisé, ainsi que la première travée du chœur, tandis que le bas-côté de la nef possède de fausses voûtes d'ogives plates. Les parties orientales sont voûtées d'ogives, avec des voûtes à liernes et tiercerons pour la troisième travée des trois vaisseaux et l'abside. — L'église ne possède qu'un unique accès, à savoir le portail occidental de la nef. — Le bas-côté de la nef est recouvert d'un toit en bâtière, alors que les collatéraux du chœur sont recouverts par des toits en appentis.

### Intérieur

#### Nef et bas-côtés

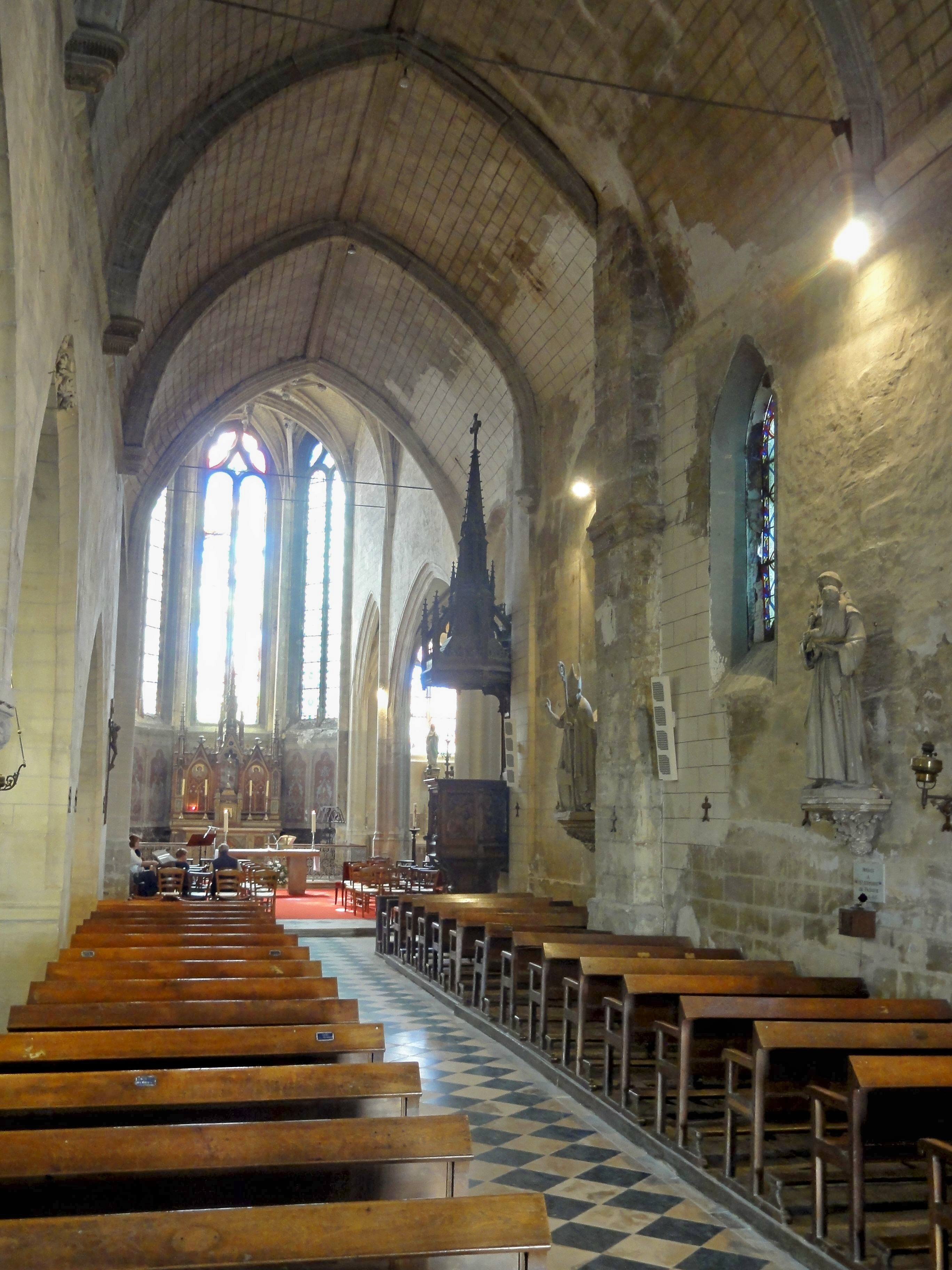
Nef, vue vers l'est.

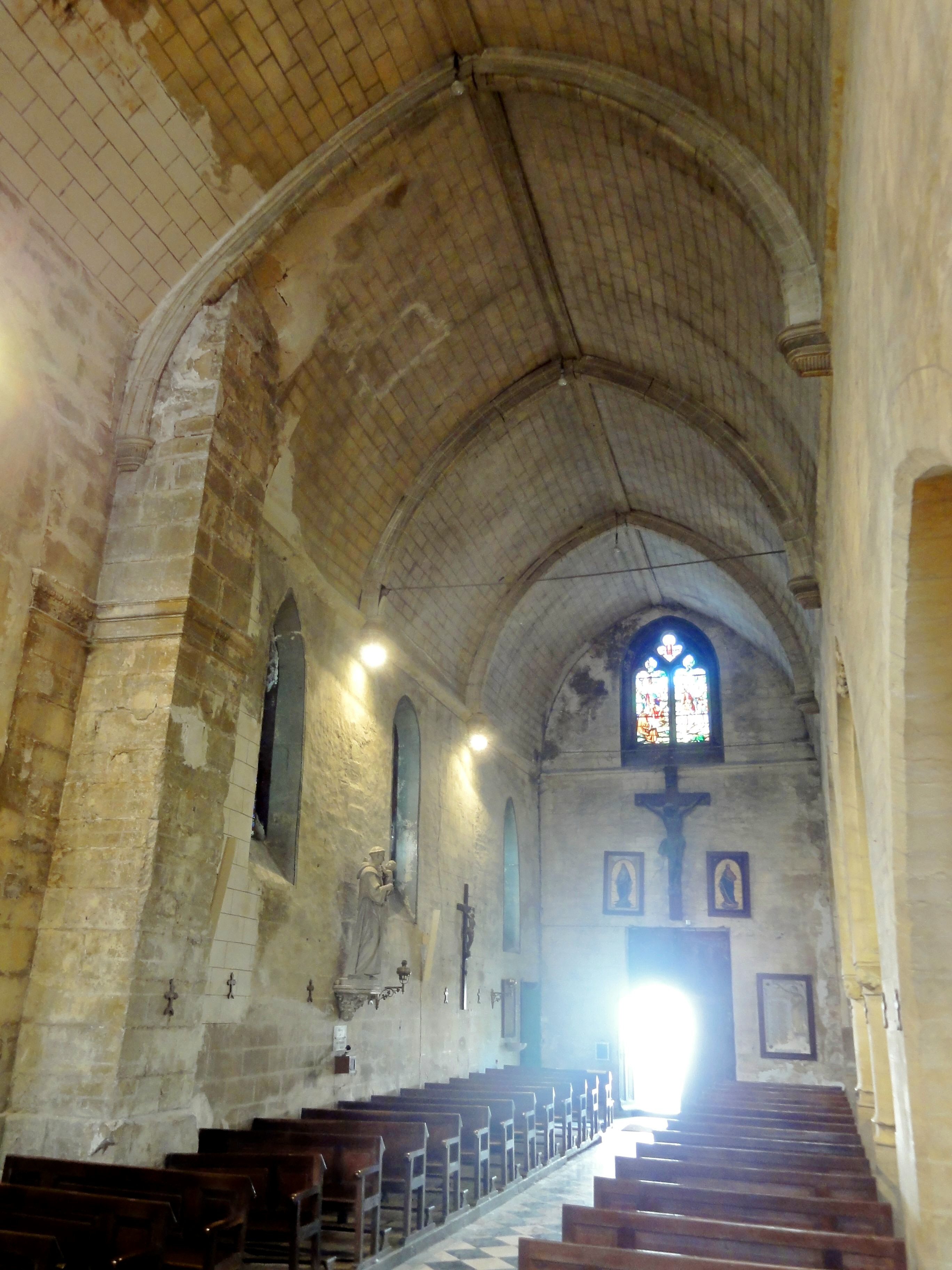
Nef, vue vers l'ouest.

La nef est assez étroite, avec seulement trois places de front sur chacun des bancs à gauche et à droite de l'allée centrale, mais relativement longue. C'est une ancienne nef unique, c'est-à-dire non accompagnée de bas-côtés. À la période romane, les nefs uniques non voûtées sont courantes dans la région, mais au XIIIe siècle, elles ne se rencontrent guère plus qu'en milieu rural. Les églises de Barbery et d'Orry-la-Ville, dans le même diocèse, en sont des exemples. Cependant, quelques années après la construction de l'église de Mont-l'Évêque par Guérin, la vaste église du prieuré Saint-Martin-des-Champs à Paris reçoit encore une nef unique non voûtée. — Le bas-côté nord a été ajouté au XVIe siècle, et le bas-côté sud n'a jamais été exécuté, mais des pierres de réserve à l'ouest de la base du clocher de 1634 montrent qu'il a été projeté pendant un certain temps. La nef aurait ainsi perdu ses quatre fenêtres du côté sud, qui sont en arc brisé, et susceptibles de dater du début du XIIIe siècle, car les anciens croisillons possèdent des fenêtres similaires. Malgré l'adjonction du clocher devant la dernière travée de la nef, au sud, la fenêtre correspondante n'est pas bouchée, et le jour y pénètre indirectement par la base du clocher, ce qui est inattendu si l'on s'est rendu compte de la position du clocher. Depuis l'intérieur de l'église, sa présence est seulement trahie par les contreforts qui font un peu saillie dans la nef. Hormis les fenêtres, rien dans la nef ne rappelle plus le XIIIe siècle. La façade occidentale date aussi du XVIe siècle, et depuis cette époque, une fenêtre flamboyante éclaire la nef depuis l'ouest. Elle se situe au niveau du pignon et se compose de deux lancettes trilobées, qui sont surmontées d'un soufflet et de deux mouchettes. Du fait de l'épaisseur des meneaux, celles-ci sont à peine visibles,.
Le plafond de la nef devait être lambrissé avant l'installation de la fausse voûte en berceau brisé au XIXe siècle. La fenêtre occidentale est en effet incompatible avec un plafond plat. La dissimulation des plafonds lambrissés par une couche de plâtre et un décor peint en faux appareil n'est pas rare, et s'explique par l'idée qu'une église convenable doit être voûtée afin de ne pas être perçue comme pauvre. Mais les voûtes en berceau ne sont pas d'usage dans la région à la période gothique, sauf pour des semi-travées, des chapelles peu profondes ou des enfeus, et l'idée d'ajouter des arcs-doubleaux imitant le profil prismatique de la période gothique flamboyante est plutôt saugrenue. — Au nord, quatre grandes arcades en tiers-point assurent la communication avec le bas-côté. La quatrième est curieusement très basse. Elle n'est pas moulurée, mais seulement chanfreinée, et ne dispose pas de chapiteaux. Les trois premières grandes arcades sont élevées, et leurs arêtes sont abattues et moulurées d'une gorge. Fait inhabituel pour l'intérieur d'une église, la gorge de la troisième arcade est agrémentée de pampres, d'un petit personnage et d'un petit animal près du sommet. Ce type d'ornementation est répandu à l'extérieur des fenêtres. Il n'y a pas de chapiteau au début des grandes arcades, ni à la fin de la troisième arcade, mais seulement au niveau du premier et du second pilier intermédiaire. Le style flamboyant a une préférence pour les arcades et nervures se fondant directement dans les piliers, et les chapiteaux flamboyants de ce type ne sont pas fréquents dans l'Oise. On en trouve dans l'église Saint-Pierre-et-Saint-Paul de Fitz-James, l'église Saint-Clair d'Hérouville, et l'église Saint-Martin de Cauvigny. Ils se distinguent par une corbeille basse, en partie nue, et un tailloir carré d'un profil très sommaire. Le premier chapiteau se distingue par un décor sculpté d'une certaine richesse iconographique, et on y voit une colombe côtoyant une tête de chien, un dragon, un personnage, des pampres et des feuilles de chou. Le deuxième chapiteau se limite à un seul motif par angle. — Aucun élément digne d'intérêt n'est à signaler pour le bas-côté, si ce ne sont ses fenêtres au remplage flamboyant côté nord. Les fausses voûtes d'ogives sont aplaties, comme à Chamant, et retombent sur des culots seulement moulurés,.

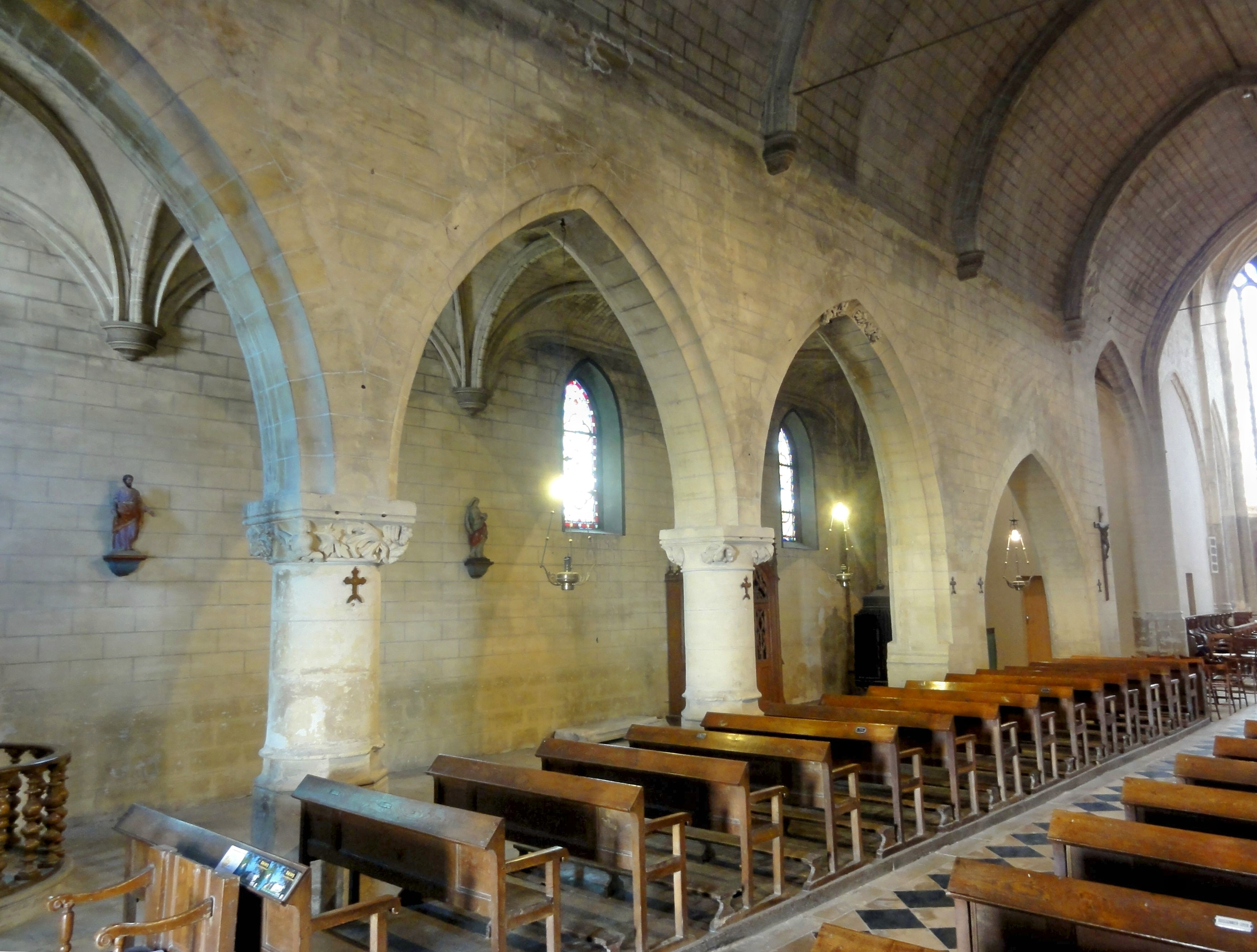
Grandes arcades.
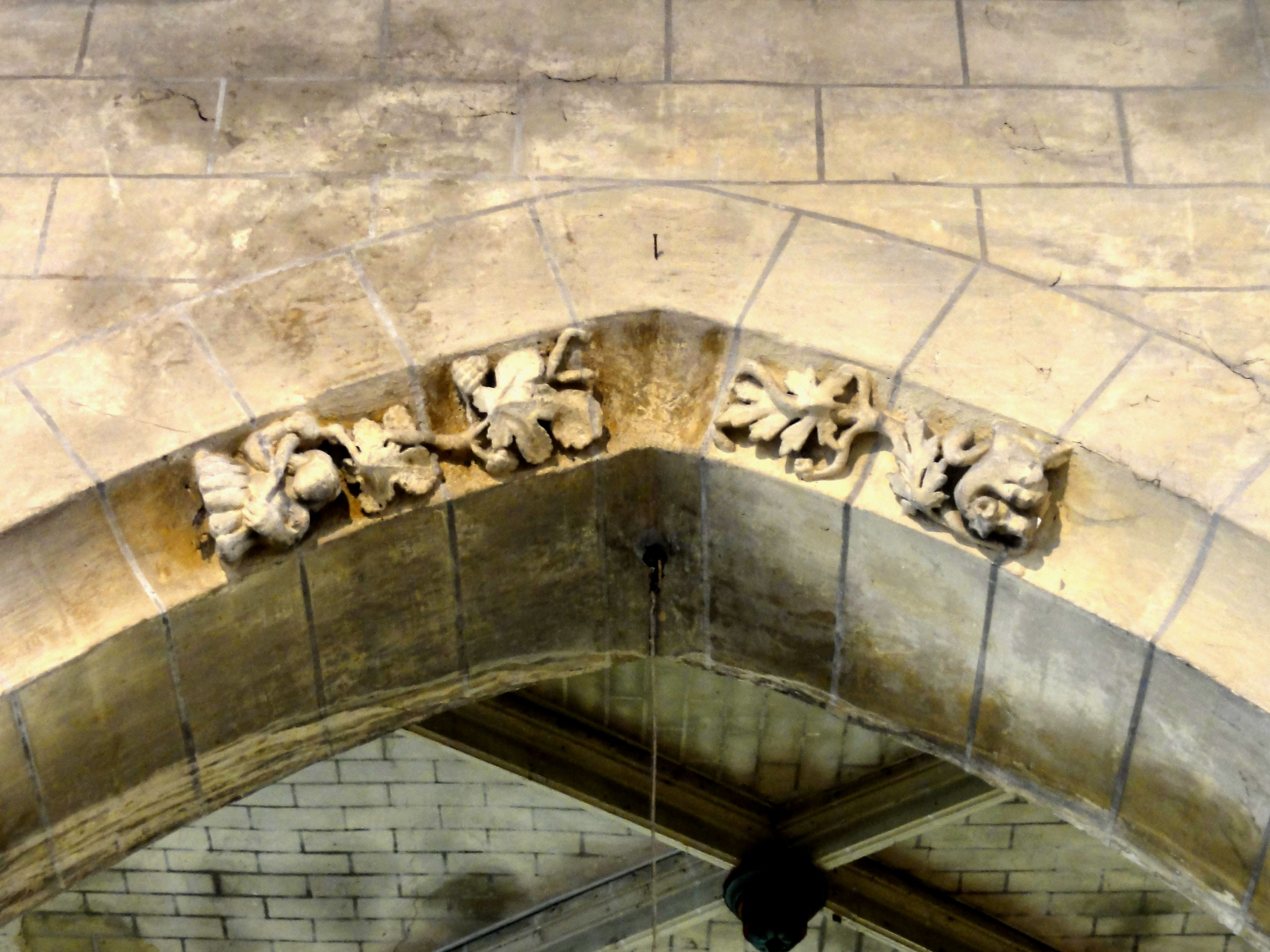
Frise de la 3e arcade.
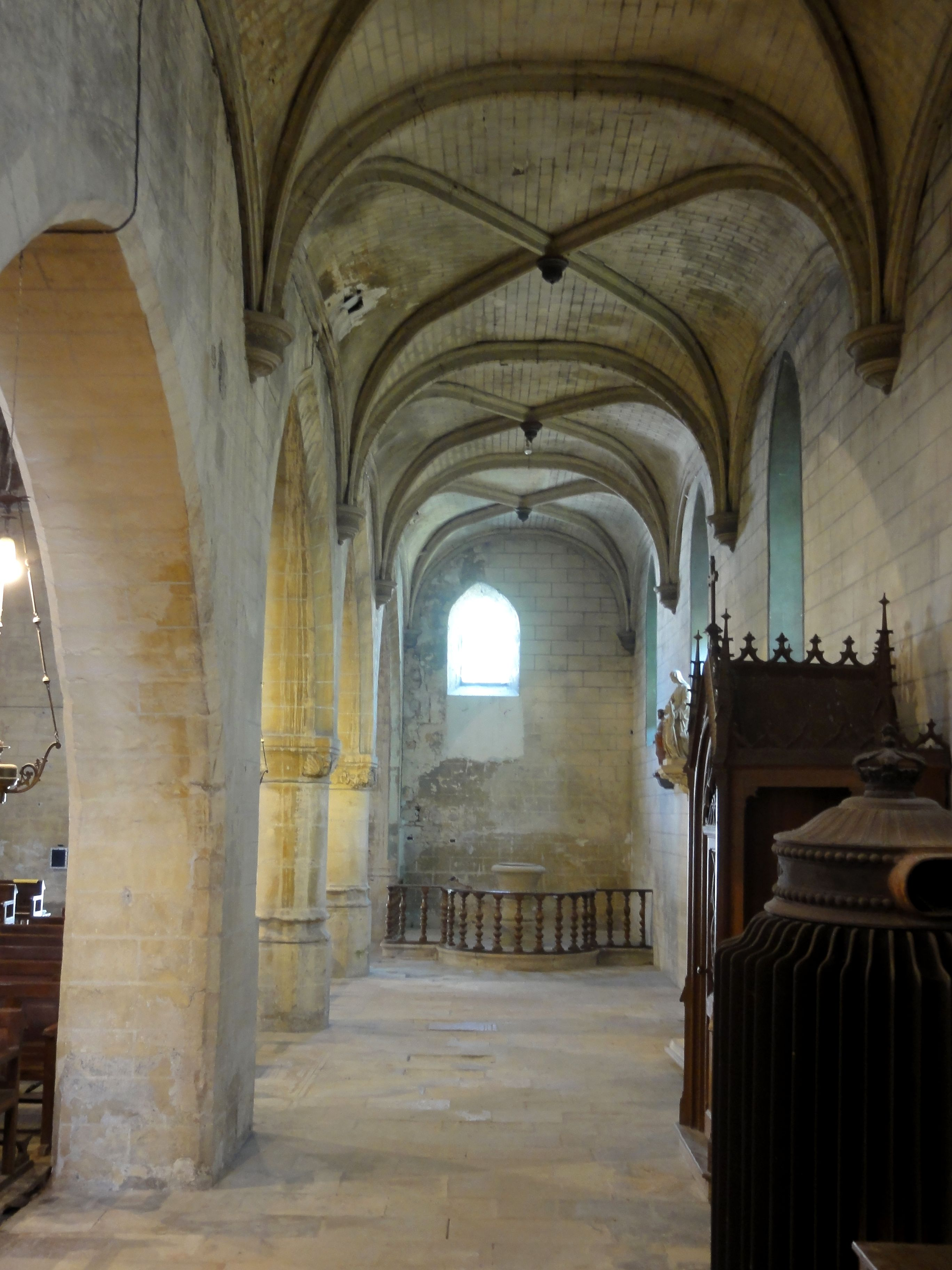
Bas-côté, vue vers l'ouest.
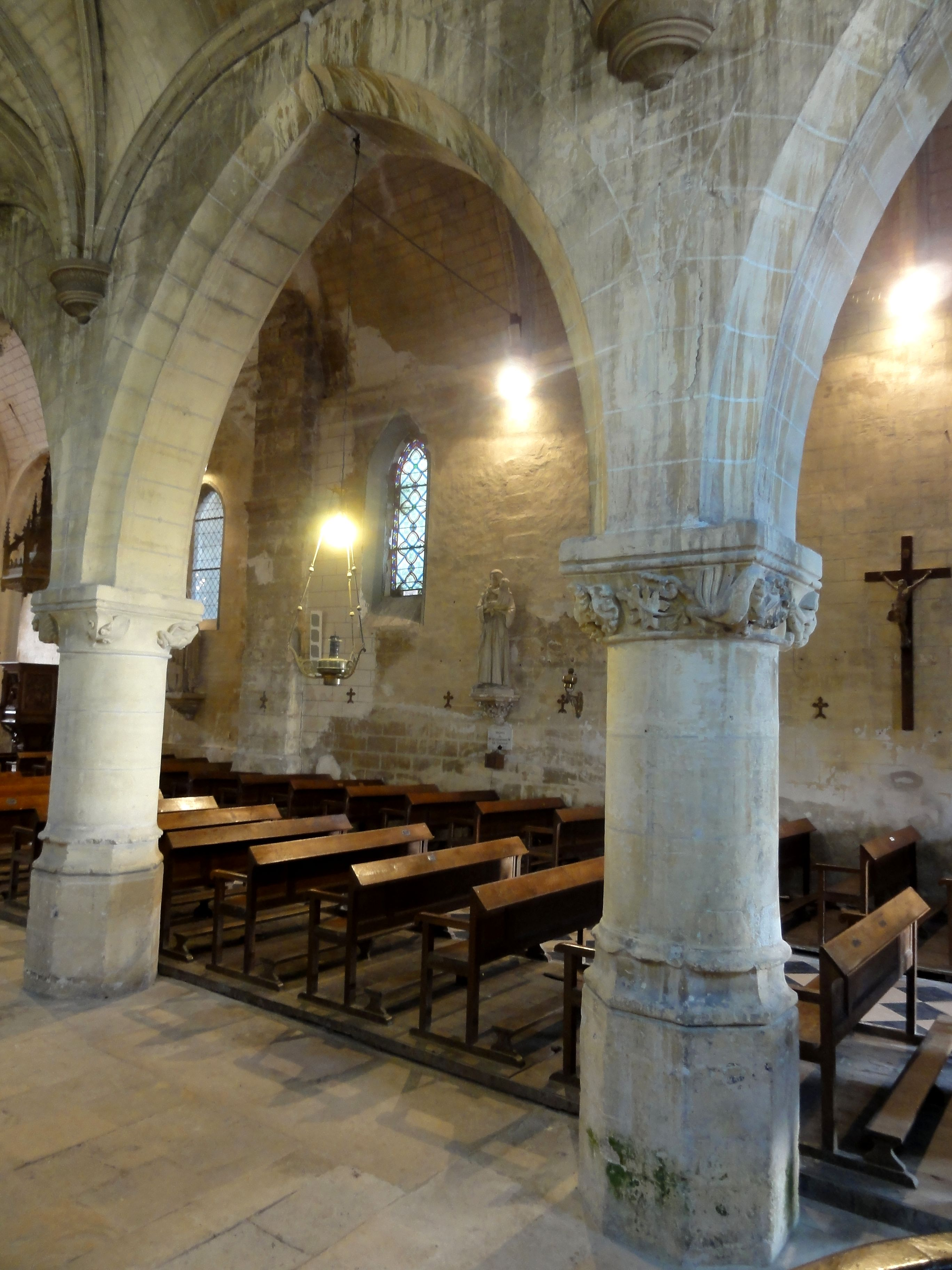
2e grande arcade.
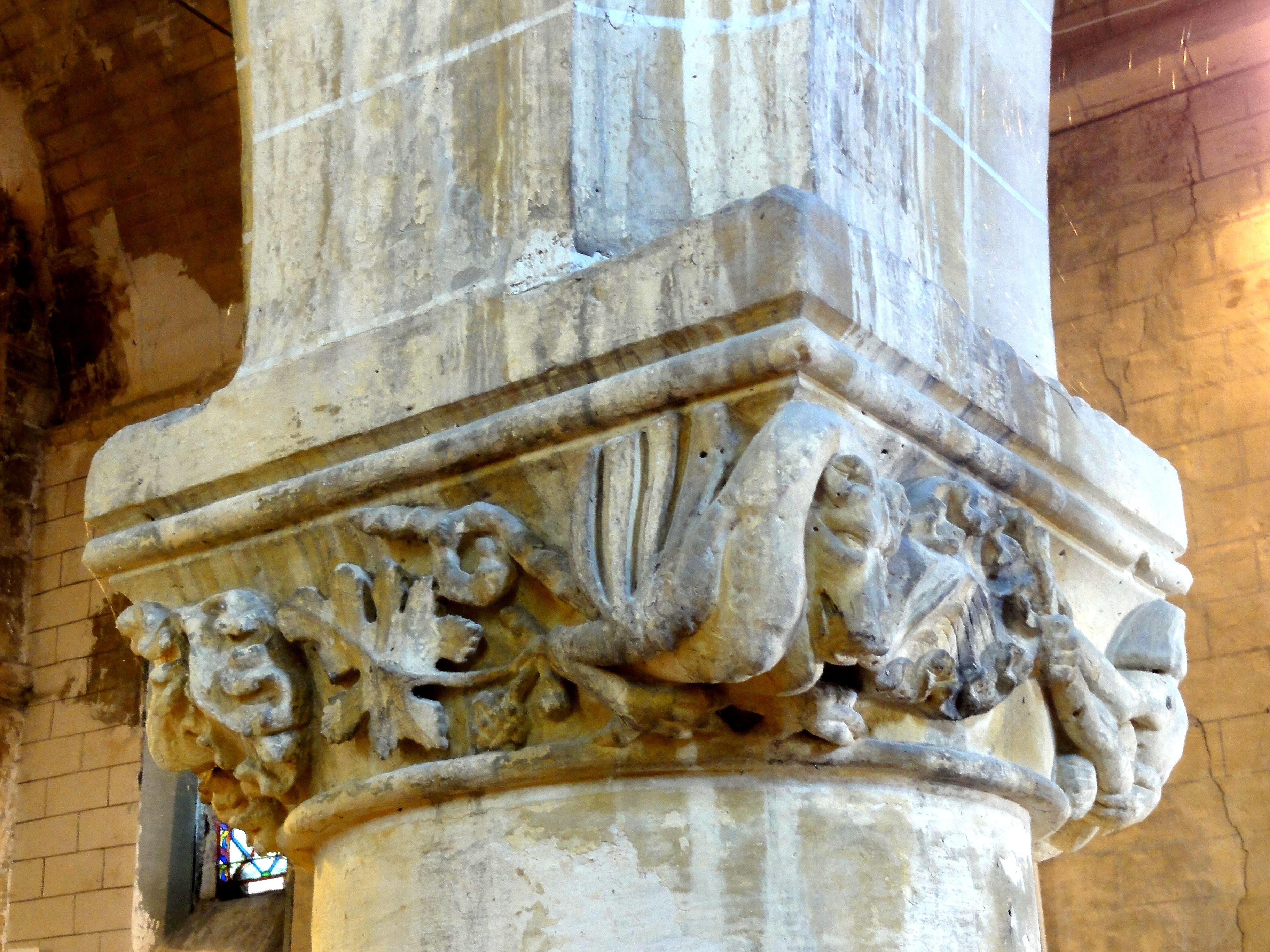
Premier chapiteau.
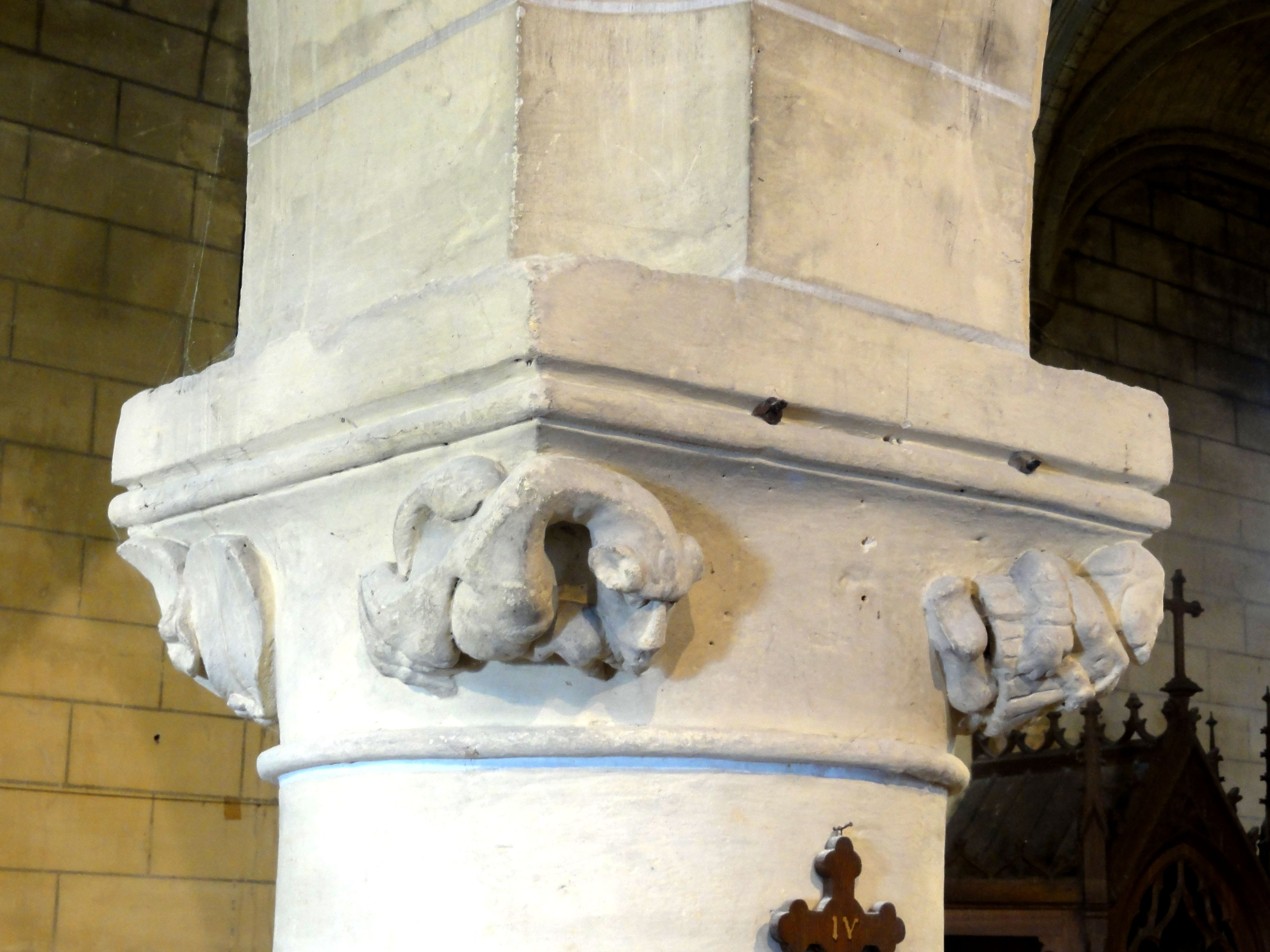
Deuxième chapiteau.

#### Chœur et collatéraux

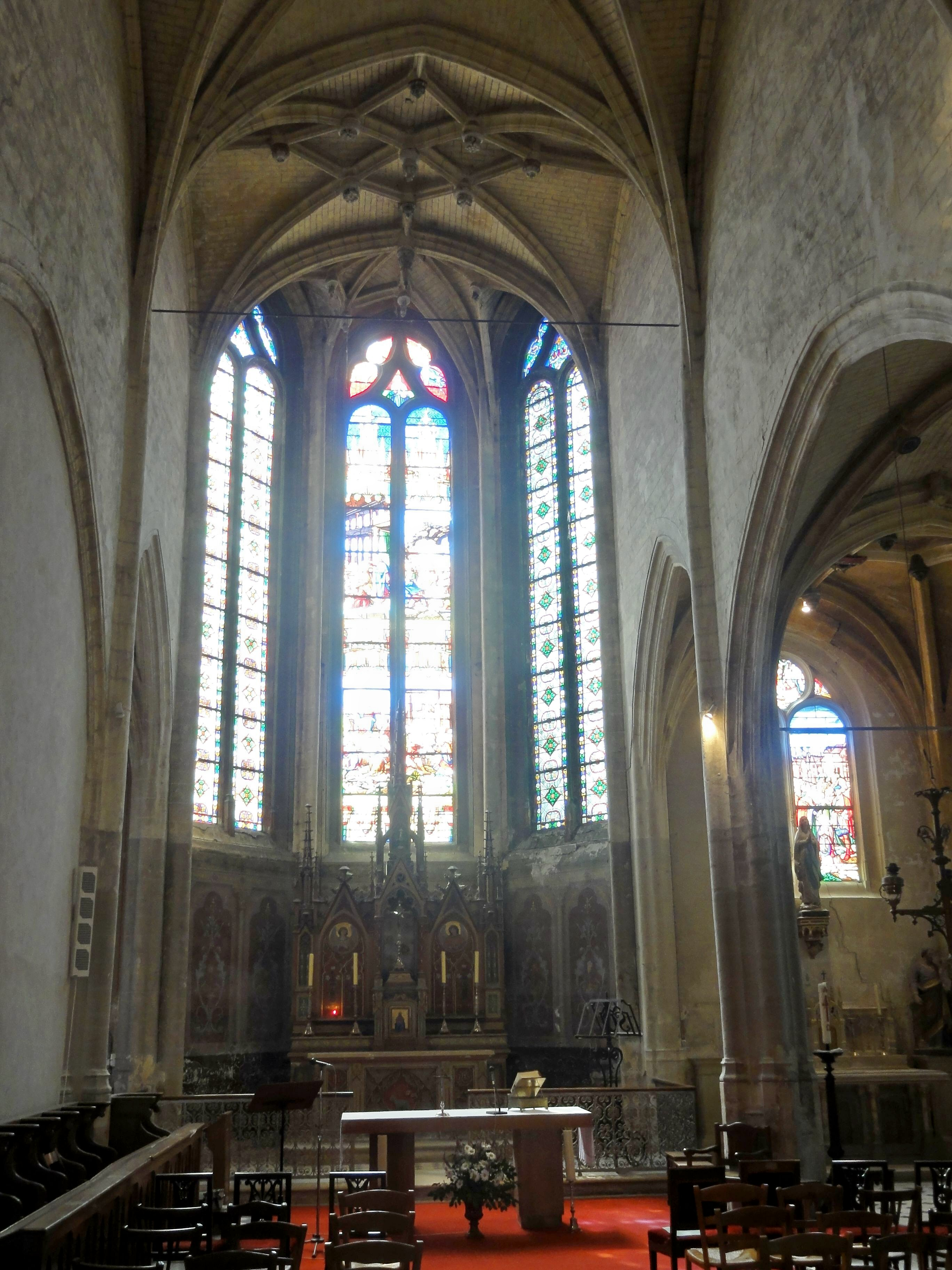
Chœur, vue vers l'est.

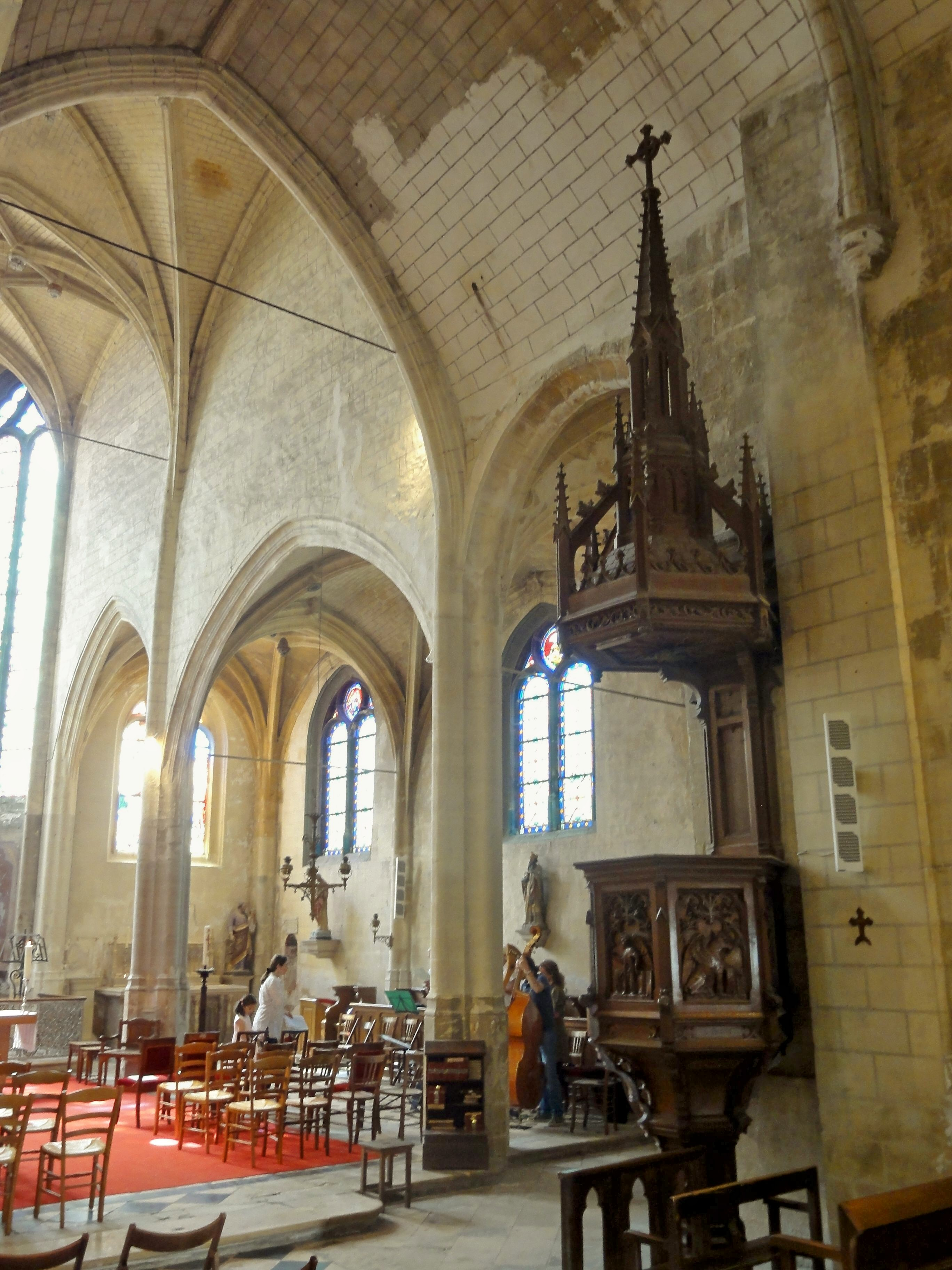
Grandes arcades du sud.

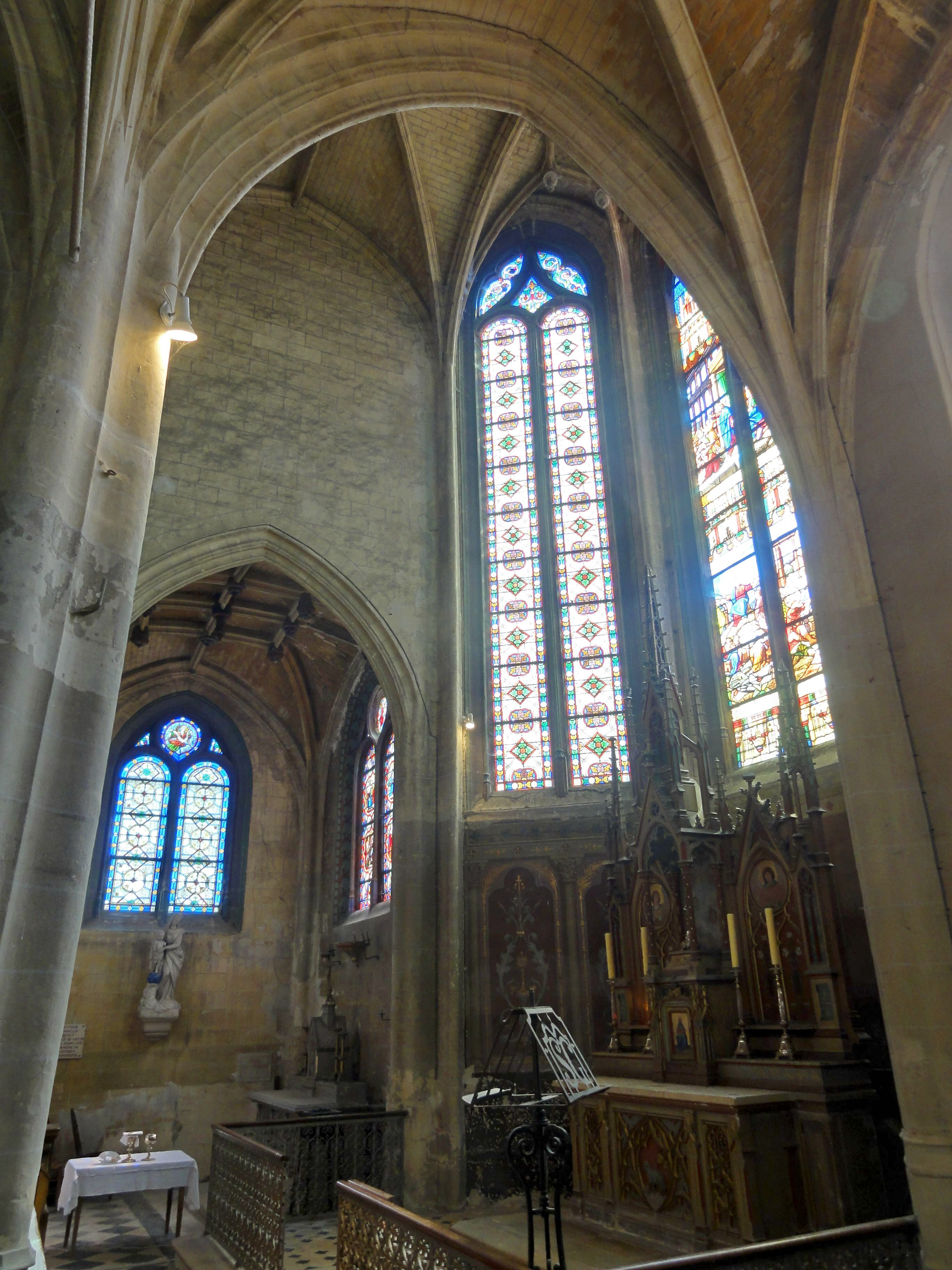
Dernière travée et abside, vue vers le nord.

Le chœur est élégant et élancé, et s'élève nettement au-dessus de la nef. Seule la première travée fait exception : c'est l'ancienne croisée du transept, qui est plus basse et se rattache visuellement à la nef depuis l'installation de la voûte actuelle au XIXe siècle. Mais par ses grandes arcades, la première travée se rattache bien au chœur, car elles ont la même hauteur que les autres grandes arcades du chœur, qui correspond exactement à la hauteur des murs gouttereaux de la nef. La mouluration est flamboyante, et montre un gros boudin entre deux gorges. Ce n'est pas le profil qui s'observe sur les autres grandes arcades du chœur, où il est prismatique et très complexe. Puisque la première travée représente le transept de l'église bâtie sous l'évêque Guérin, on peut supposer que les arcades y ont seulement été retaillées lors de la construction du chœur flamboyant, comme dans l'église Saint-Samson de Clermont (Oise). Au moins au nord, la fenêtre primitive subsiste ; au sud, elle est désaxée et a peut-être été refaite. Seul l'ancien croisillon nord, en même temps première travée du collatéral nord, conserve sa voûte d'origine. Le profil des ogives est de deux tores accouplés, et les formerets consistent d'un seul tore. Dans l'angle nord-ouest, les nervures sont reçues par un cul-de-lampe, mais il pourrait bien s'agir du tailloir du chapiteau d'une colonnette supprimée lors de l'ouverture de l'arcade vers le bas-côté. Dans l'angle nord-est, il n'y a plus de support.
L'ordonnancement général du chœur se caractérise par une seconde travée plus profonde que les autres, et donc une deuxième grande arcade au tracé surbaissé ; une abside à trois pans, sans partie droite, et avec de hautes fenêtres ; et par des murs aveugles au-dessus des grandes arcades. Le même parti a été adopté à La Chapelle-en-Serval, Le Thillay et Villiers-Adam, et quelques décennies plus tard à l'église Saint-Éloi de Roissy-en-France. Le rythme travée courte - travée profonde - travée courte est destiné à éviter la répétition et donc la monotonie. Les nervures des hautes-voûtes se fondent dans des piliers ronds engagées dans les murs, qui, au niveau de l'étage des grandes arcades, entrent dans la composition des piliers ondulés. Ceux-ci sont symétriques et présentent une ondulation de chaque côté, et une arête entre deux gorges à chaque angle. Dans les collatéraux, les piliers engagés dans les murs latéraux correspondent à la moitié de ces piliers, ou à un quart de ces piliers dans les angles nord-est et sud-est près du chevet. Dans l'abside, le maître d'œuvre a eu recours à de simples piliers ronds engagés, qui ici descendent jusqu'au sol. L'ornementation du haut soubassement des fenêtres du chevet est néogothique, et se compose d'arcatures trilobées en bas-relief entre des colonnettes à chapiteaux. Contrairement à l'usage à la période gothique, les colonnettes ne supportent pas les arcatures trilobées, mais un genre d'entablement.
Sauf dans l'ancien croisillon nord, les nervures des voûtes adoptent partout un profil prismatique. Deux dessins différents s'observent dans les chapelles au chevet des collatéraux : au sud, c'est une croix reliée aux extrémités de la voûte par huit liernes ; au nord, c'est un carré subdivisée en quatre compartiments par des liernes, et relié aux extrémités de la voûte par les ogives, un peu comme dans la seconde travée du bas-côté sud de Pont-Sainte-Maxence. La voûte de la seconde travée du vaisseau central est agrémentée de liernes s'ajoutant aux ogives. La voûte de la troisième travée montre quatre losanges autour de la clé de voûte centrale, dont les extrémités sont reliées aux doubleaux et formerets par des liernes, qui suivent les lignes de faîte de la voûte. Le plan barlongue de la voûte fait que les losanges ne sont pas symétriques, ce qui est d'un effet douteux ; il aurait été plus judicieux d'inscrire les quatre losanges dans un grand losange, comme par exemple dans le collatéral nord de l'église Saint-Justin de Louvres. Aux points de jonction des nervures, on ne compte pas moins de neuf clés de voûte pendantes. La courte abside est voûtée à part. Chacun des trois voûtains est subdivisée en trois compartiments par une lierne et deux tiercerons. À droite de la baie d'axe, la retombée des nervures se fait à un niveau plus bas qu'à droite, ce qui est un autre signe de maladresse. Les fenêtres s'inscrivent directement dans les formerets, mais n'occupent pas tout l'espace libre entre les piliers, car ceux-ci sont relativement minces. Il aurait été possible de faire descendre les formerets jusqu'au sol afin de masquer les portions de mur nues, qui affleurent entre les fenêtres et les piliers. Avec ces différents défauts esthétiques, le chœur de Mont-l'Évêque ne peut être considéré comme un chef-d'œuvre, ce qui n'empêche pas qu'il est d'un bel effet. Toutes les fenêtres sont en arc brisé, mais tant pour l'abside que pour les collatéraux, le remplage comporte toujours deux formes en plein cintre. Ce décalage entre le style global de l'édifice et le réseau des fenêtres se constate aussi dans le collatéral sud de l'église Saint-Martin de Survilliers, et pourrait traduire une interruption du chantier pendant quelques années. Les deux formes sont surmontées d'un losange et de deux mouchettes dans l'abside, et d'un oculus dans les collatéraux,.

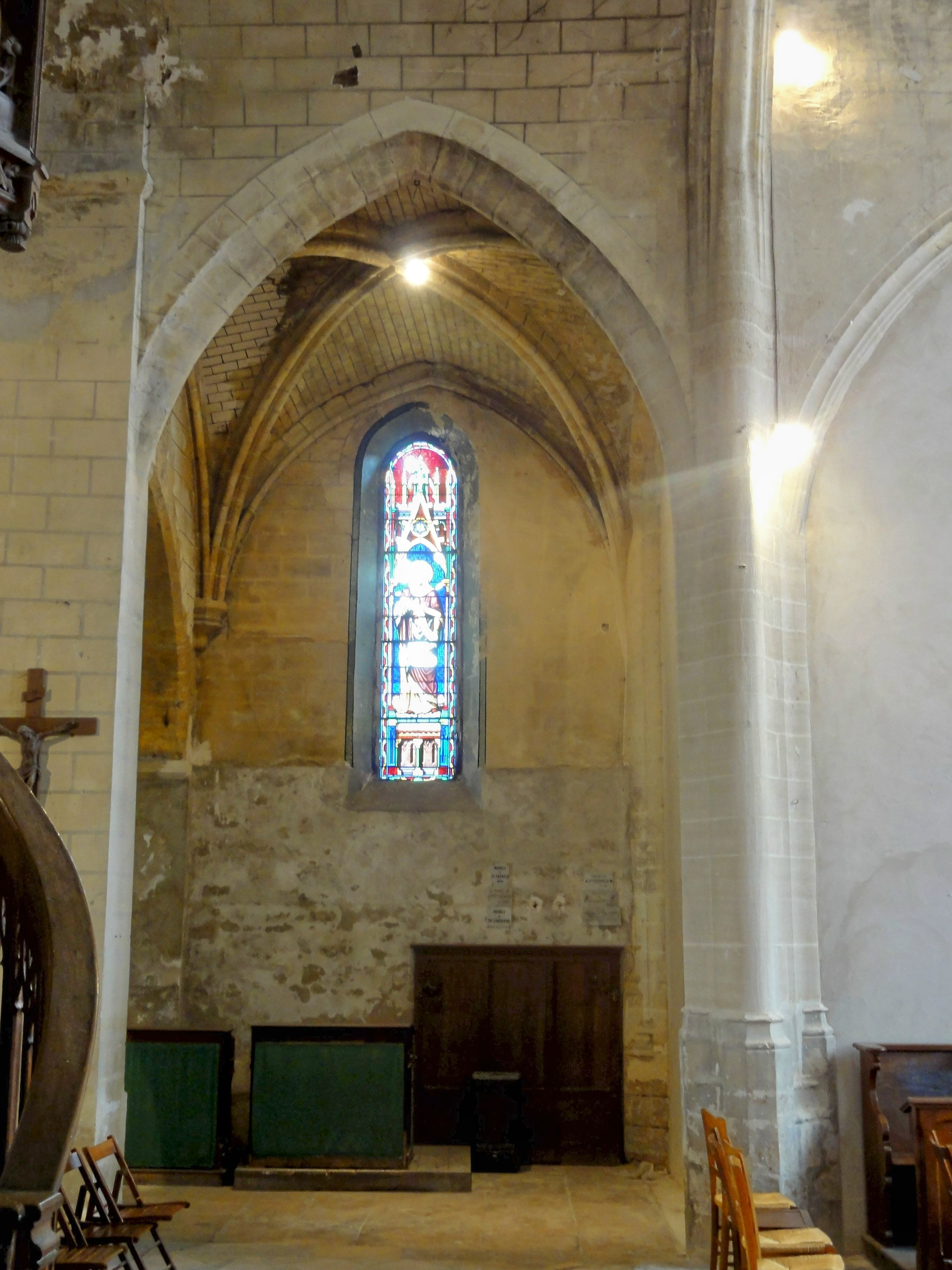
Vue sur l'ancien croisillon nord.
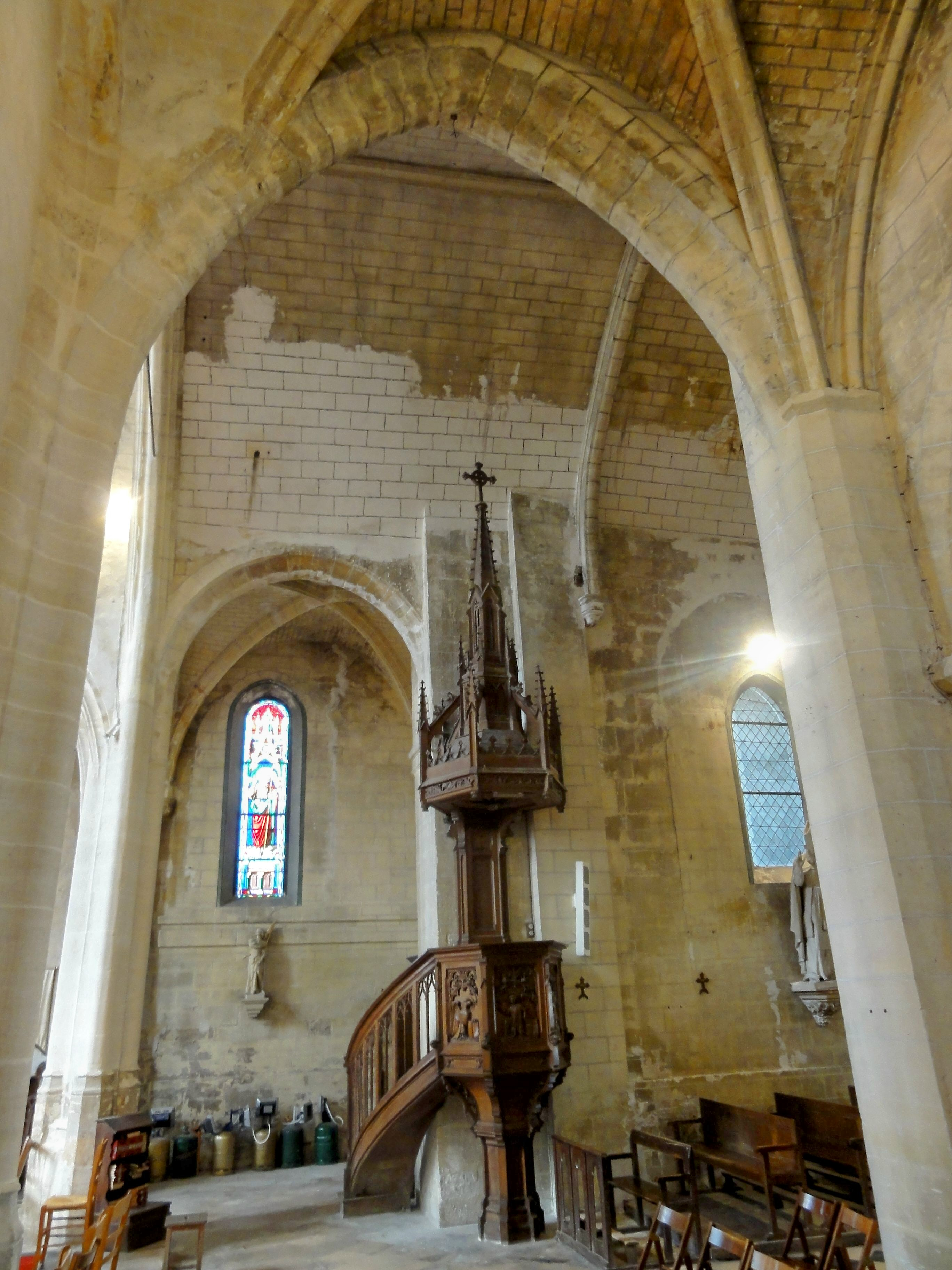
Ancien croisillon nord, vue vers le sud.
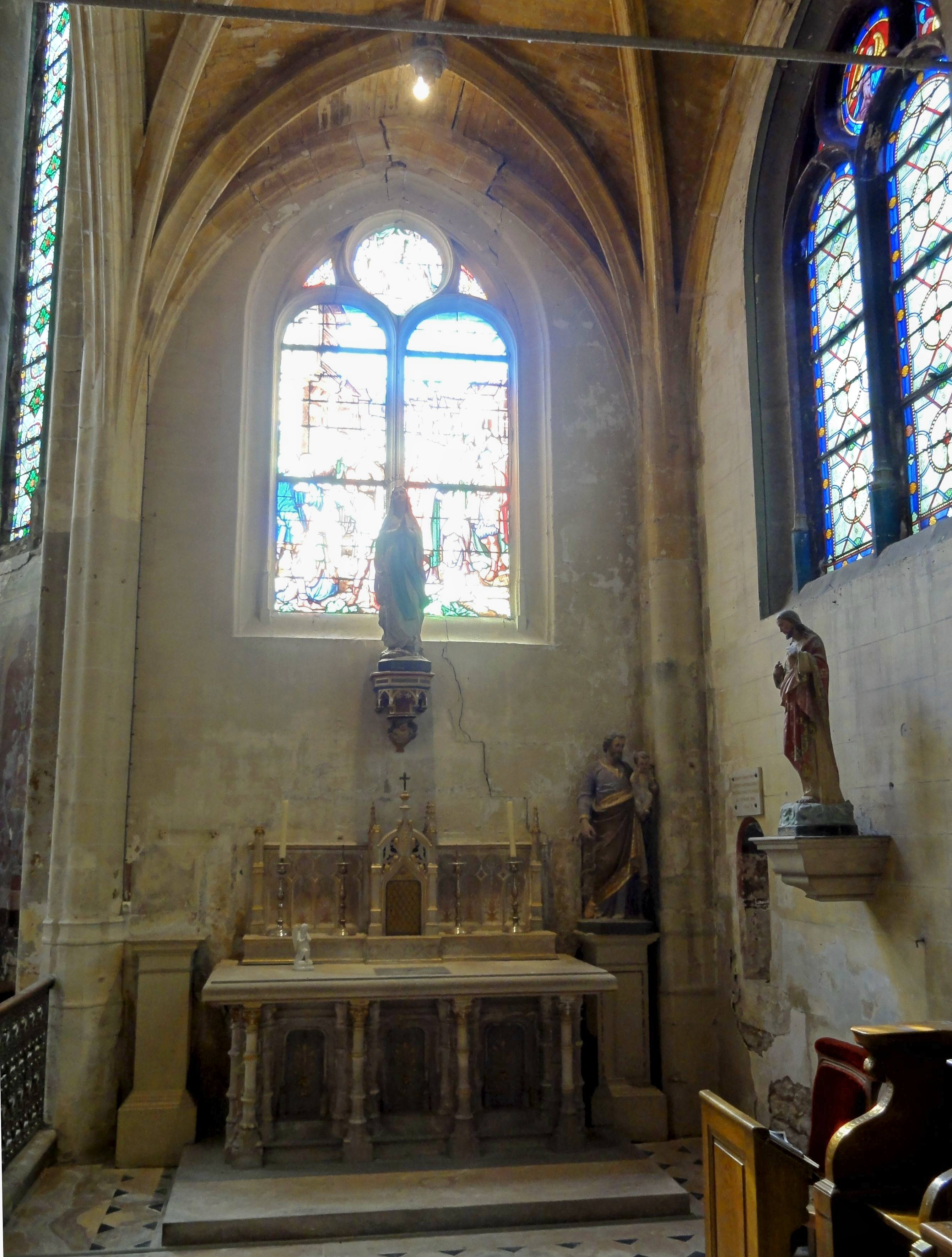
Chevet du collatéral sud.
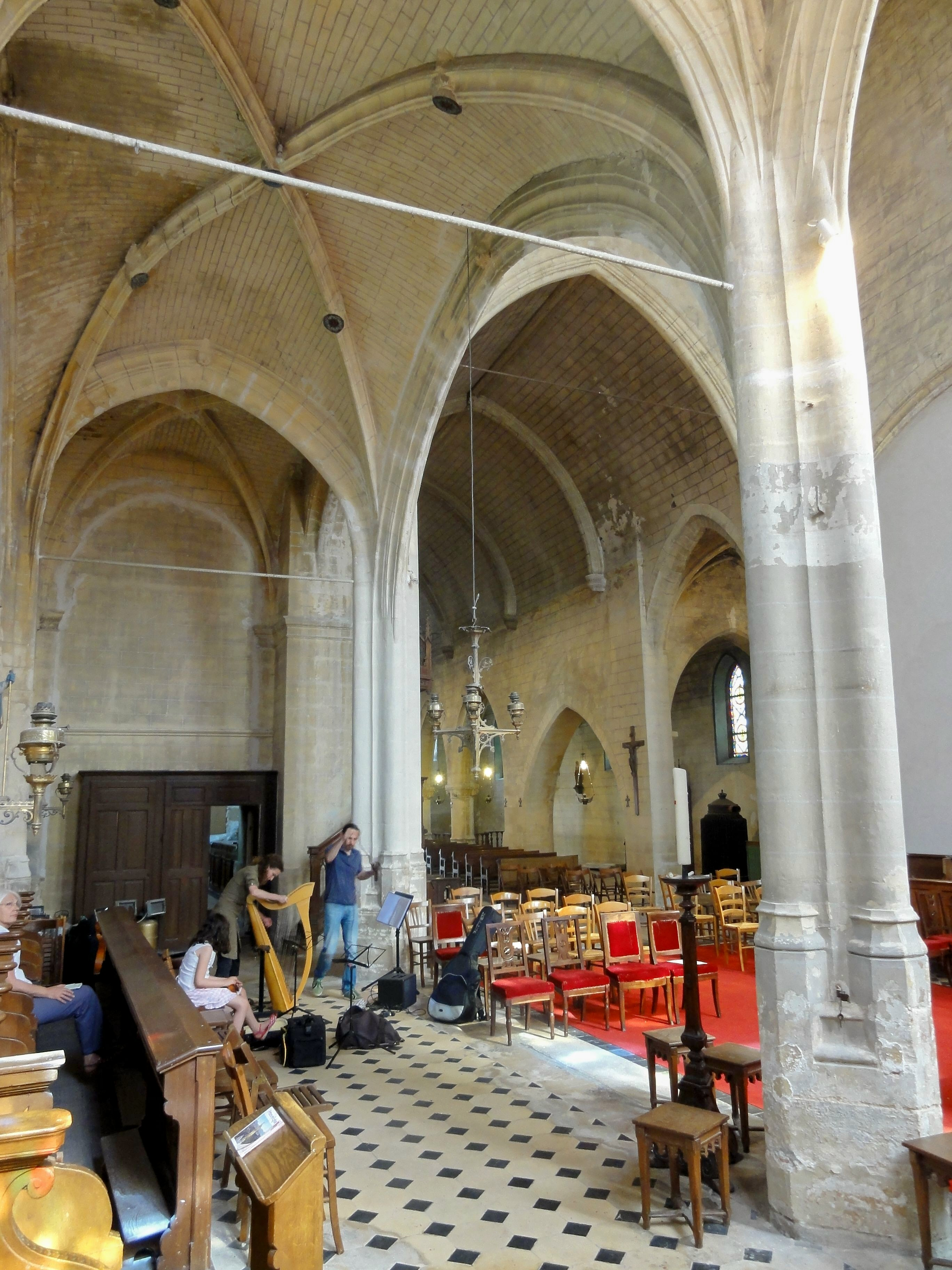
Collatéral sud, vue vers l'ouest.
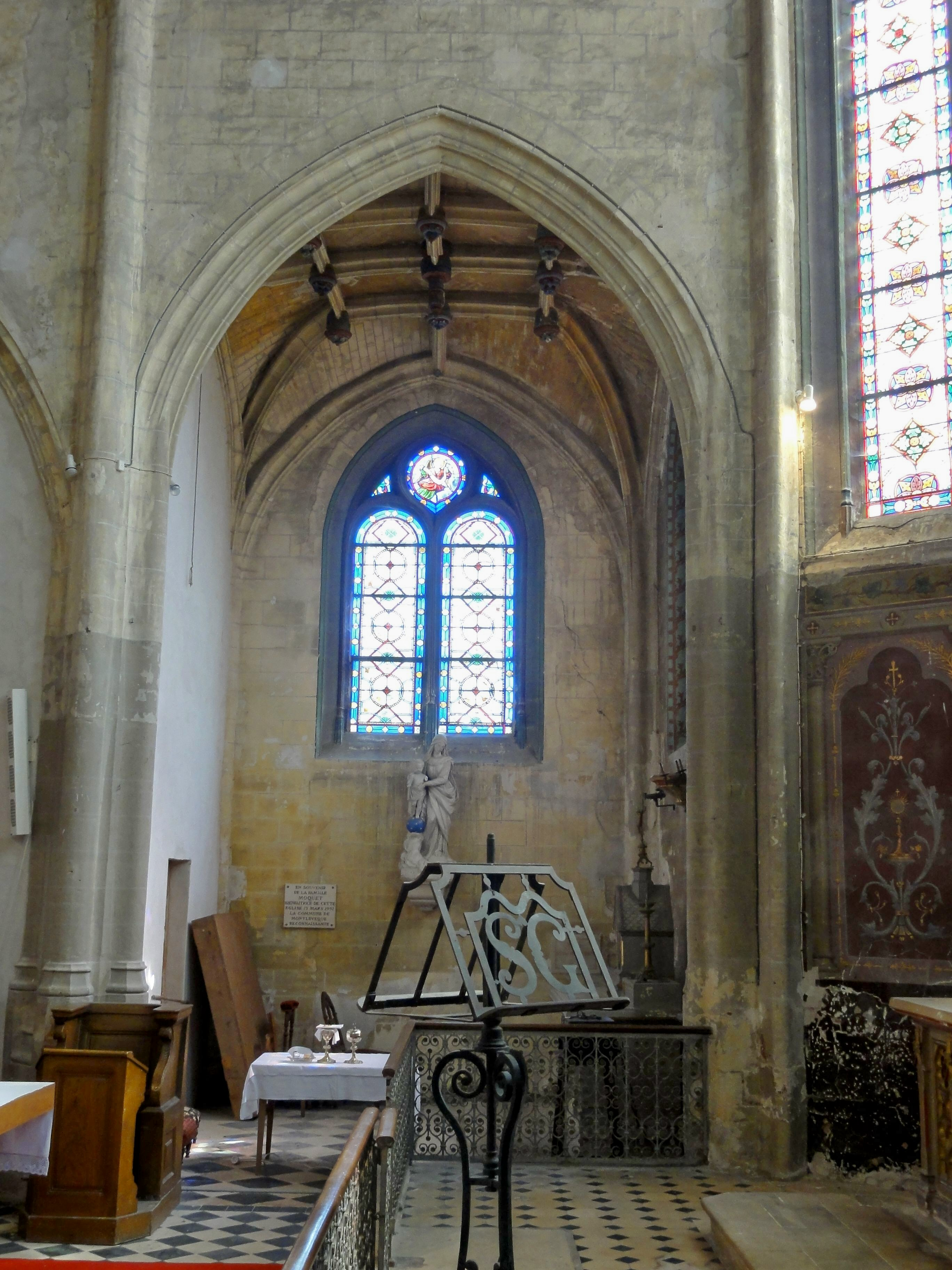
Vue sur la dernière travée du collatéral nord.
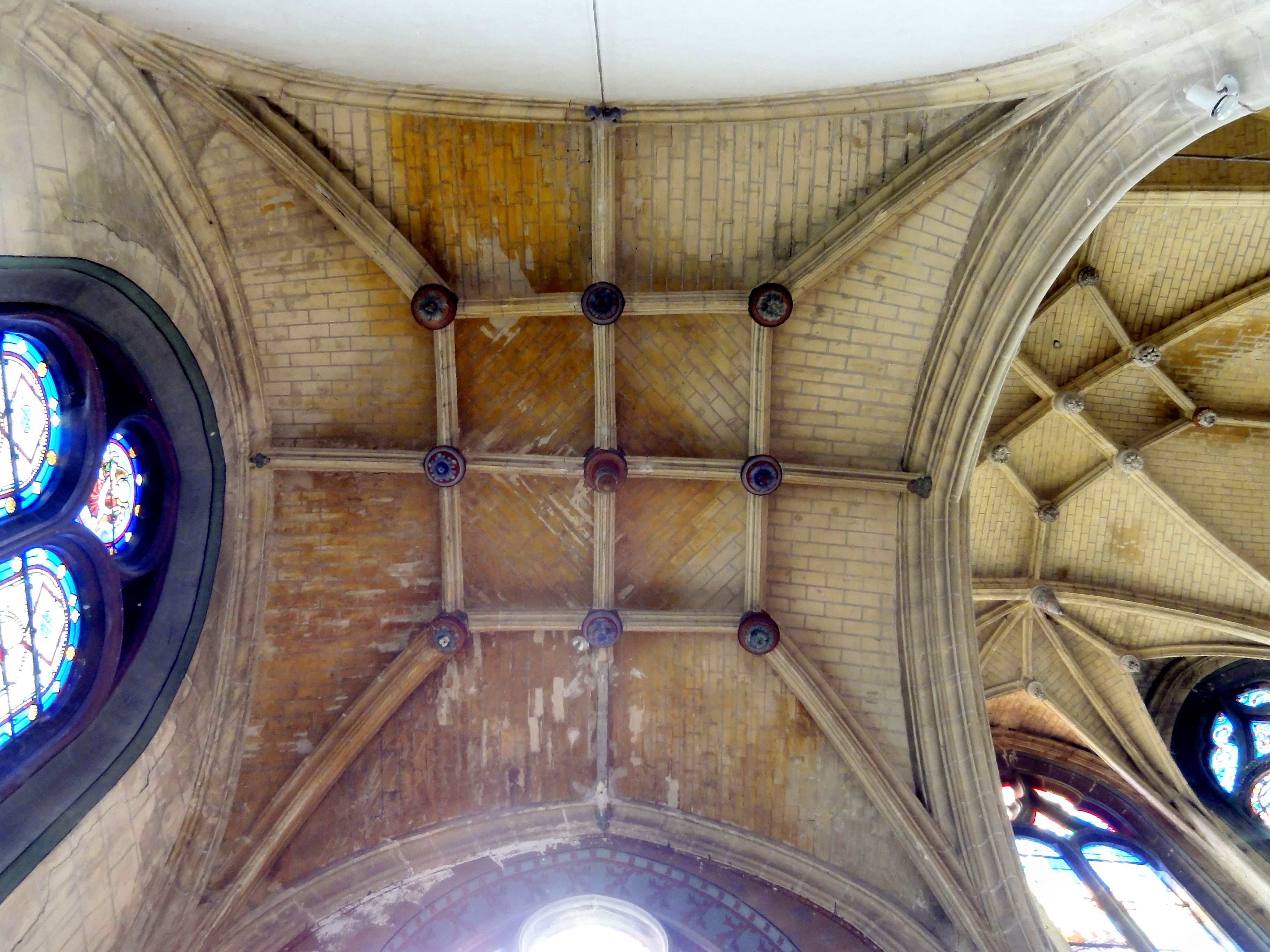
Voûte de la dernière travée du collatéral nord.

### Extérieur

#### Façade occidentale et élévations latérales

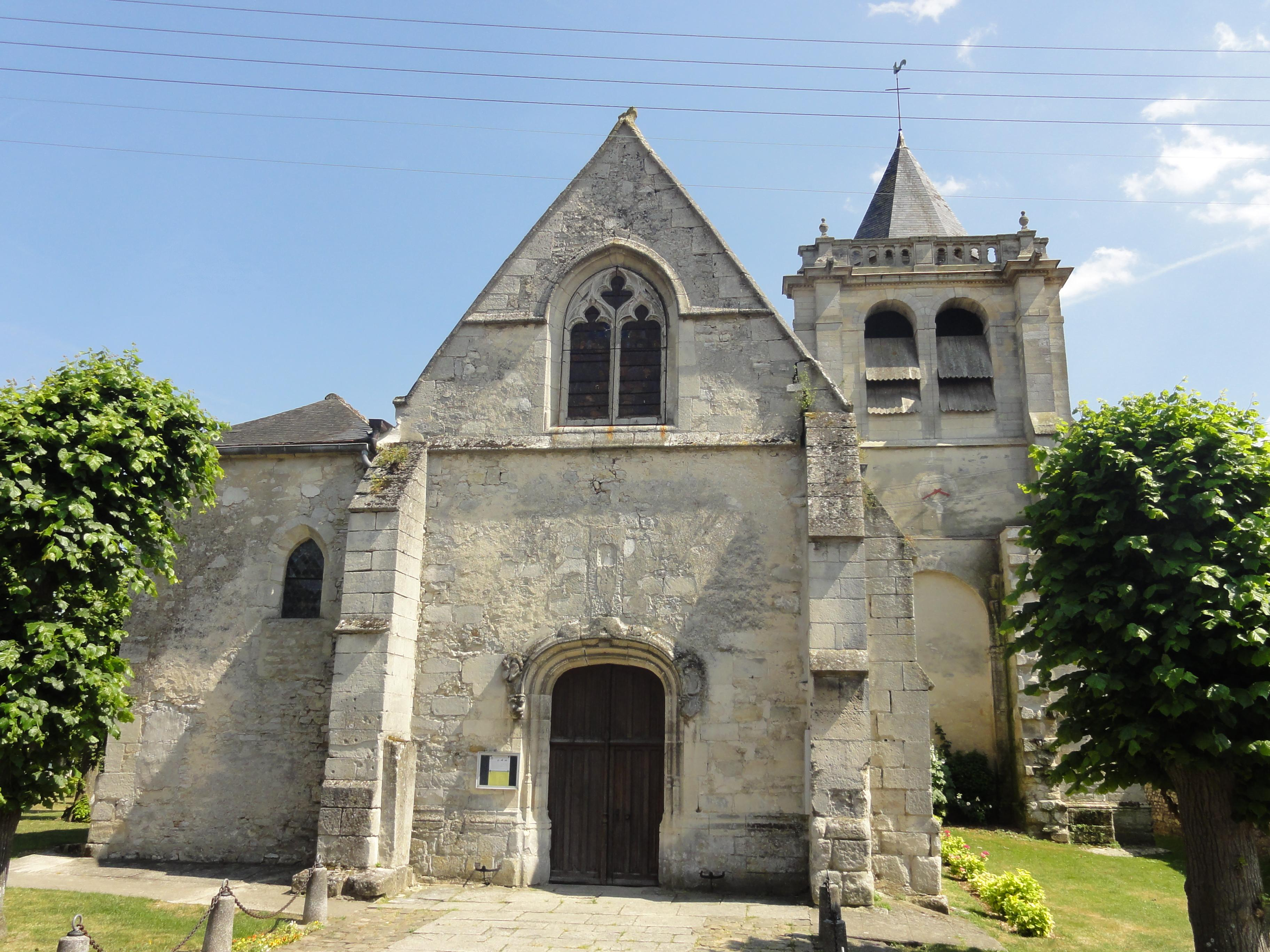
Façade occidentale.

La façade occidentale de la nef indique une église modeste, mais ne permet bien sûr pas de deviner la longueur importante de l'édifice. Le mur de la nef est flanqué de deux contreforts, qui sont chacun scandés par un larmier, et s'achèvent par un glacis. Une pierre tombale est adossée au contrefort de gauche ; elle devrait provenir du cimetière transféré hors du village en 1832. Les deux contreforts ne sont pas tout à fait identiques, mais au moins celui de droite pourrait dater du XIIIe siècle, car il est analogue aux deux contreforts que l'on trouve au sud de la nef, et rien ne traduit le style flamboyant. Hormis la fenêtre percée dans le pignon, qui a déjà été mentionnée, seul le portail attire l'attention. Il est en anse de panier et entourée de moulures prismatiques. L'archivolte supérieure retombe sur deux chimères au lieu de descendre jusqu'au soubassement, et deux autres chimères peuplent l'extrados. Ces sculptures rappellent les deux chapiteaux des grandes arcades de la nef, mais sont plus abouties. Une petite accolade et une niche à statue couronnaient jadis le portail, mais on n'en voit plus que des vestiges. Les murs sont pratiquement nus, hormis des moulures prismatiques à la limite du soubassement formée par les deux ou trois premières assises, et deux larmiers moulurés à la naissance du pignon et au niveau des impostes de la fenêtre haute. L'appareil est très inhomogène, et l'on voit encore que le portail est issu d'un remaniement, ce qui est de toute façon évident en raison de son style flamboyant. En haut du portail, des moellons irréguliers ont été employés, sauf pour les contreforts et les chaînages. Le mur occidental du bas-côté présente une fenêtre désaxée, qui est entourée d'une gorge, et dont la partie inférieure a été bouchée. Il n'y a pas de contrefort, car le voûtement du bas-côté n'a pas été prévu au moment de sa construction au XIXe siècle, et l'appareil est constitué de petits moellons noyés dans un mortier, comme pour n'importe quel corps de ferme du village. L'élévation nord du bas-côté est de la plus grande banalité. À droite de la façade, le clocher est visible à l'arrière-plan, et son éloignement par rapport au spectateur souligne encore sa faible hauteur et sa forme trapue. L'élévation sud de la nef ne donne lieu à aucune remarque particulière, sauf qu'un contrefort fait défaut entre la seconde et la troisième travée, et qu'une petite porte bouchée en plein cintre est visible dans la première travée.

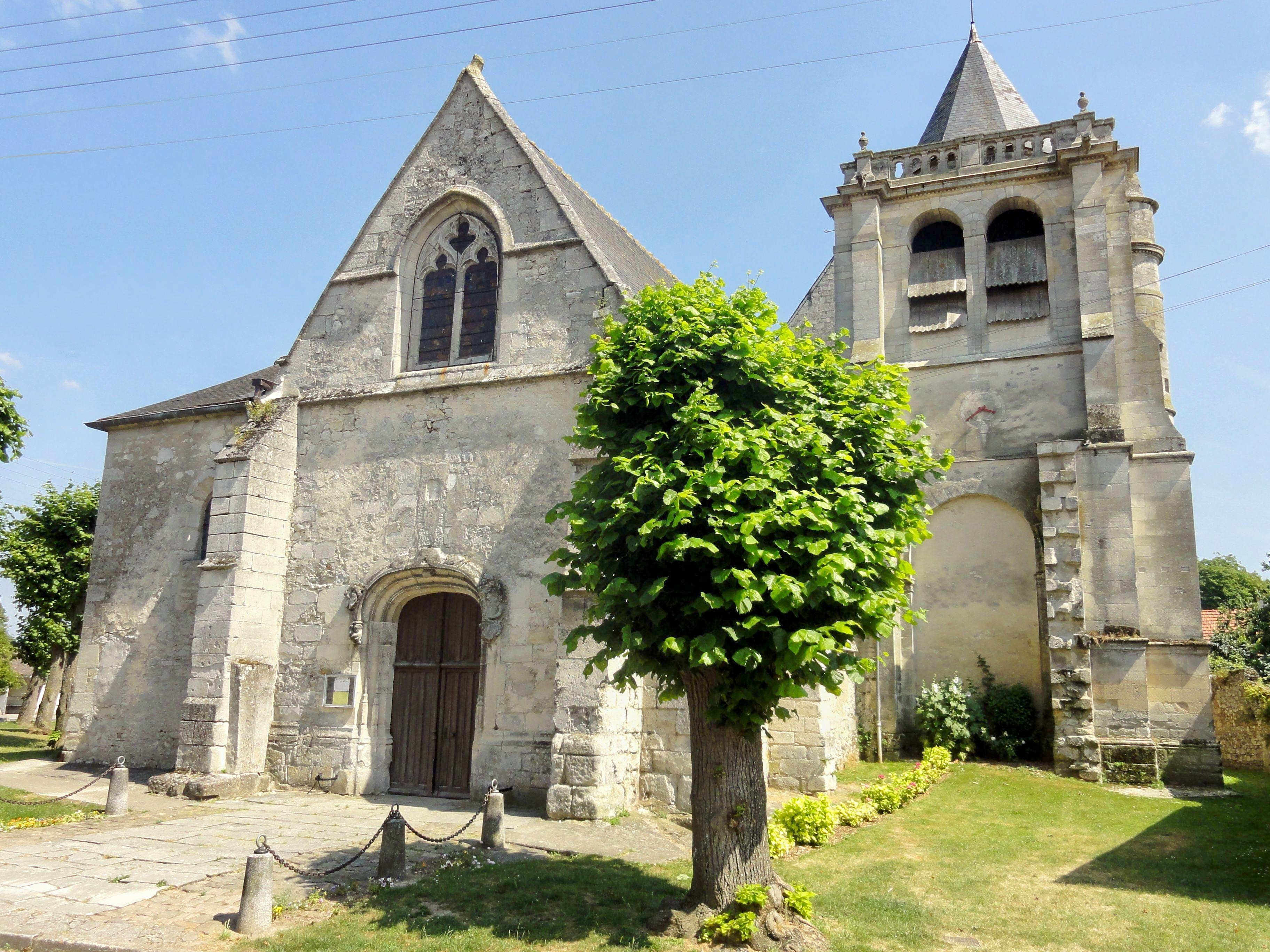
Façade occidentale.
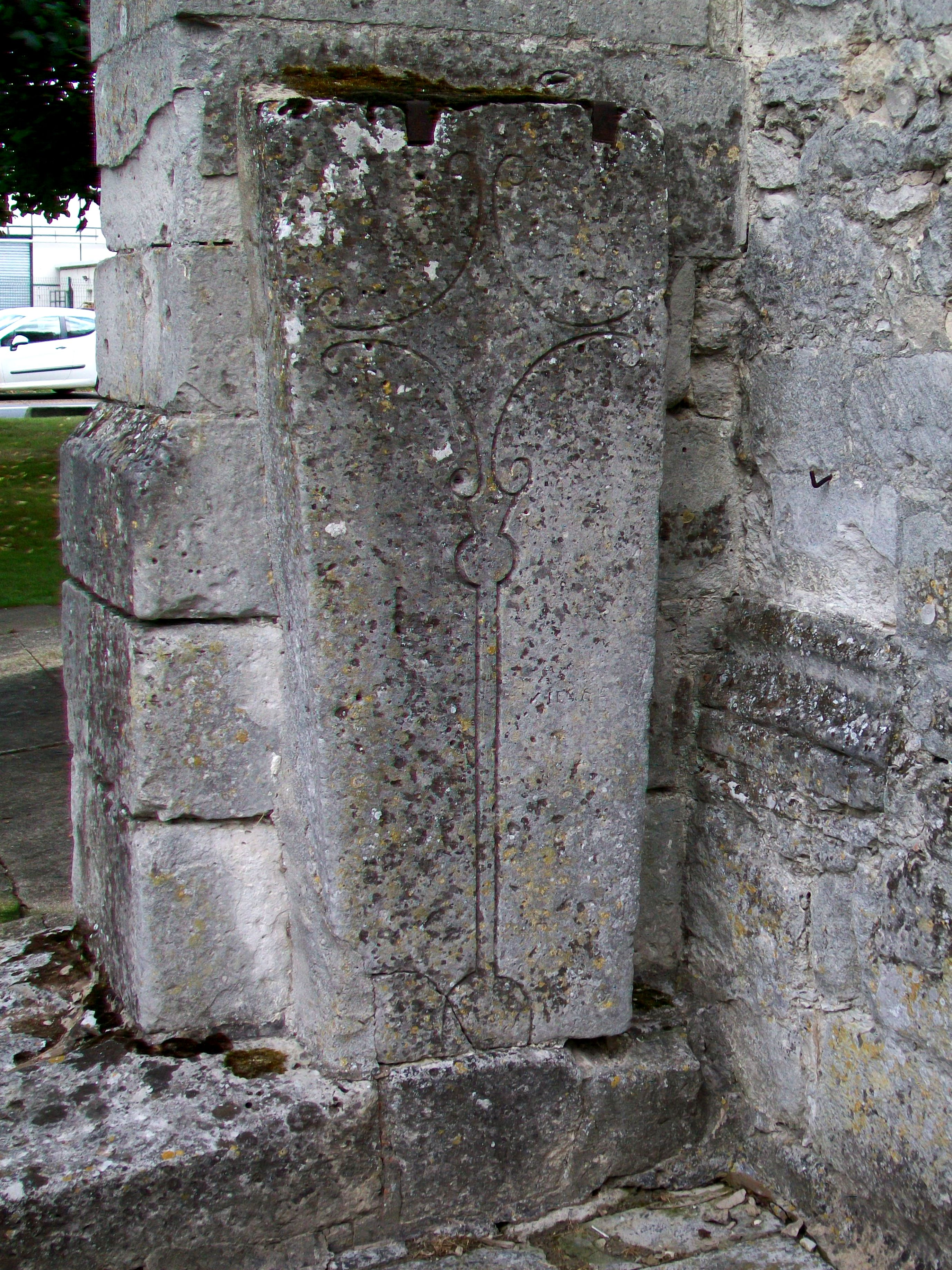
Pierre tombale.
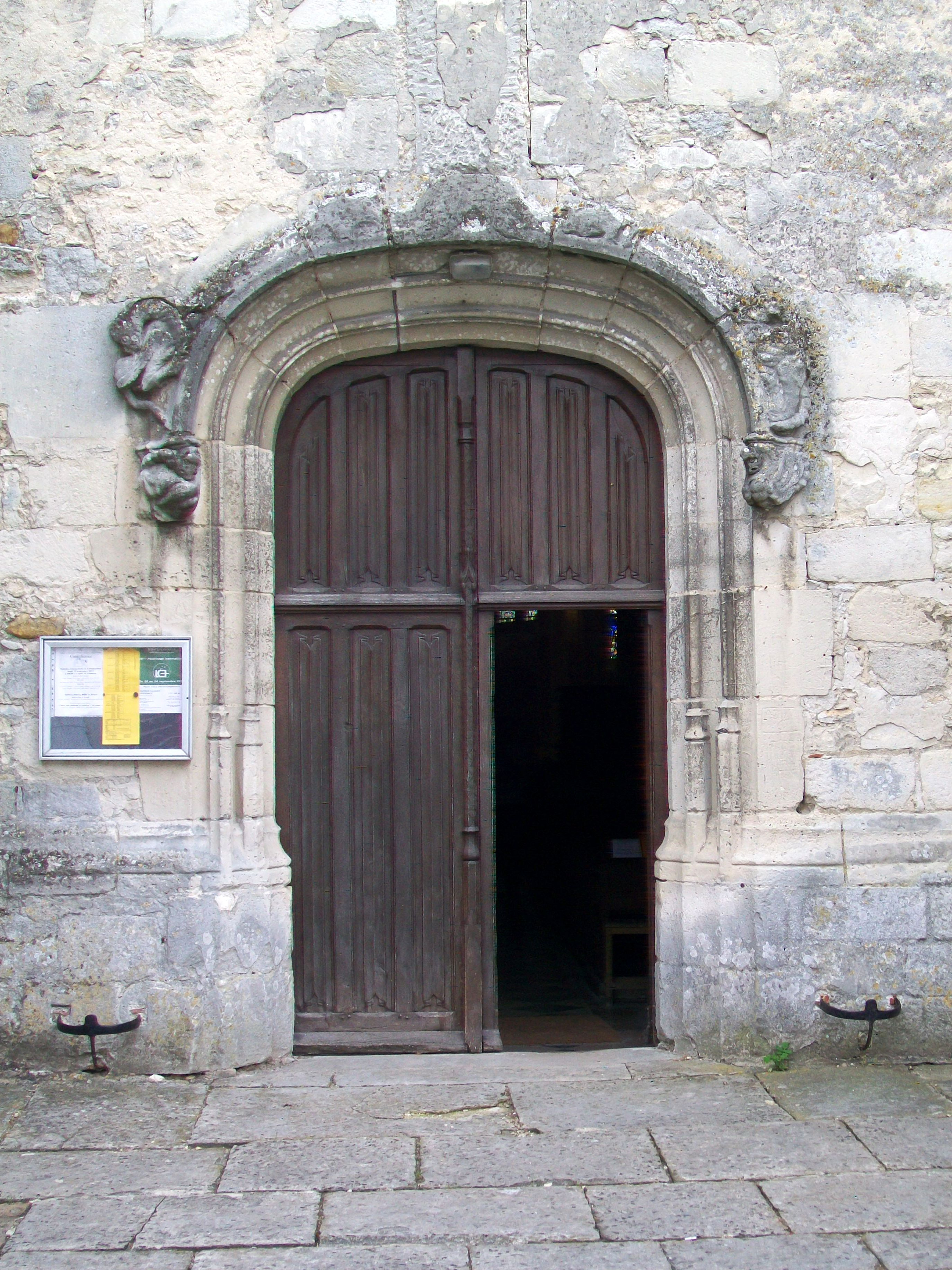
Portail occidental.
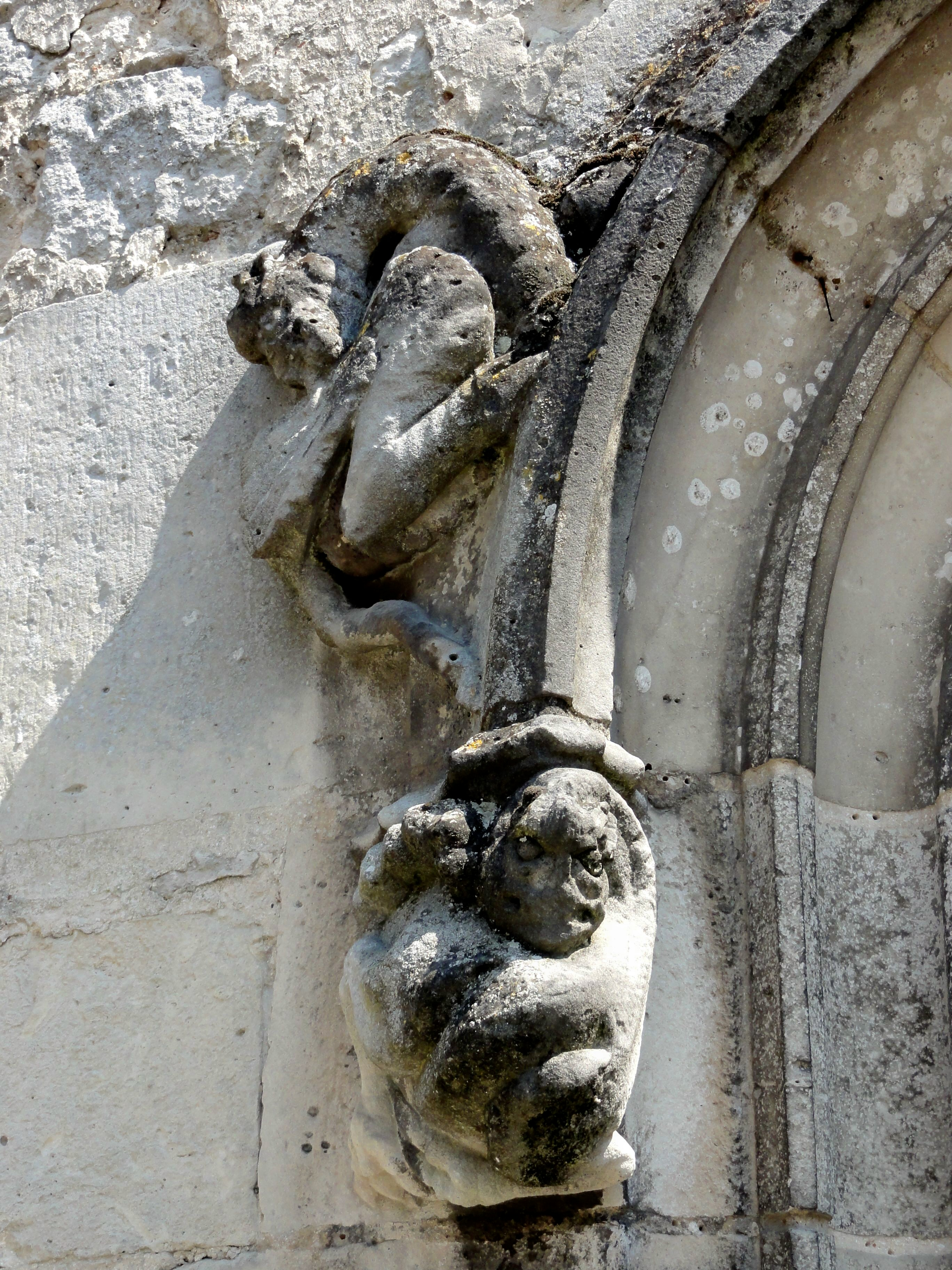
Chimères du portail.
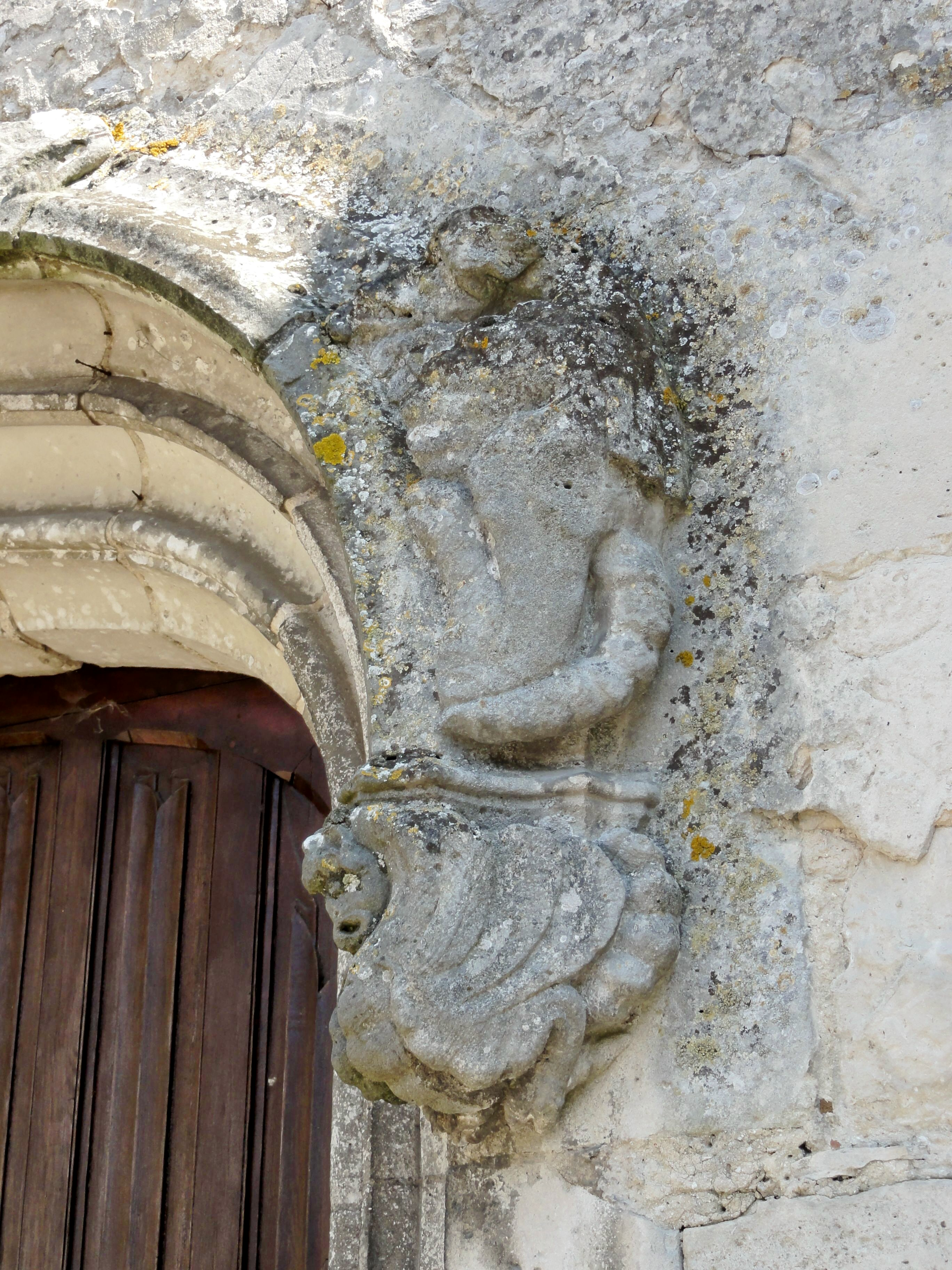
Chimères du portail.
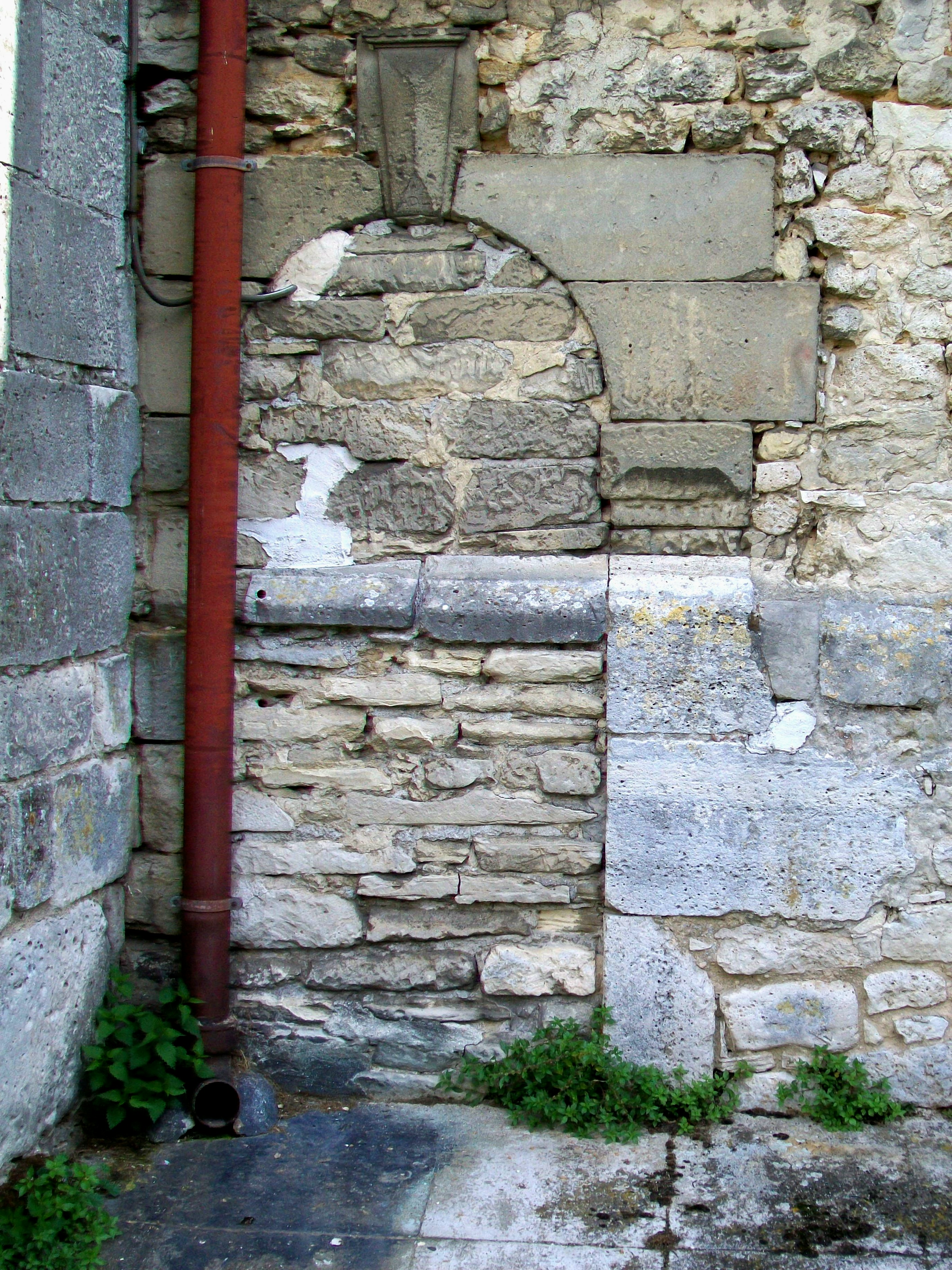
Porte bouchée au sud.

#### Clocher

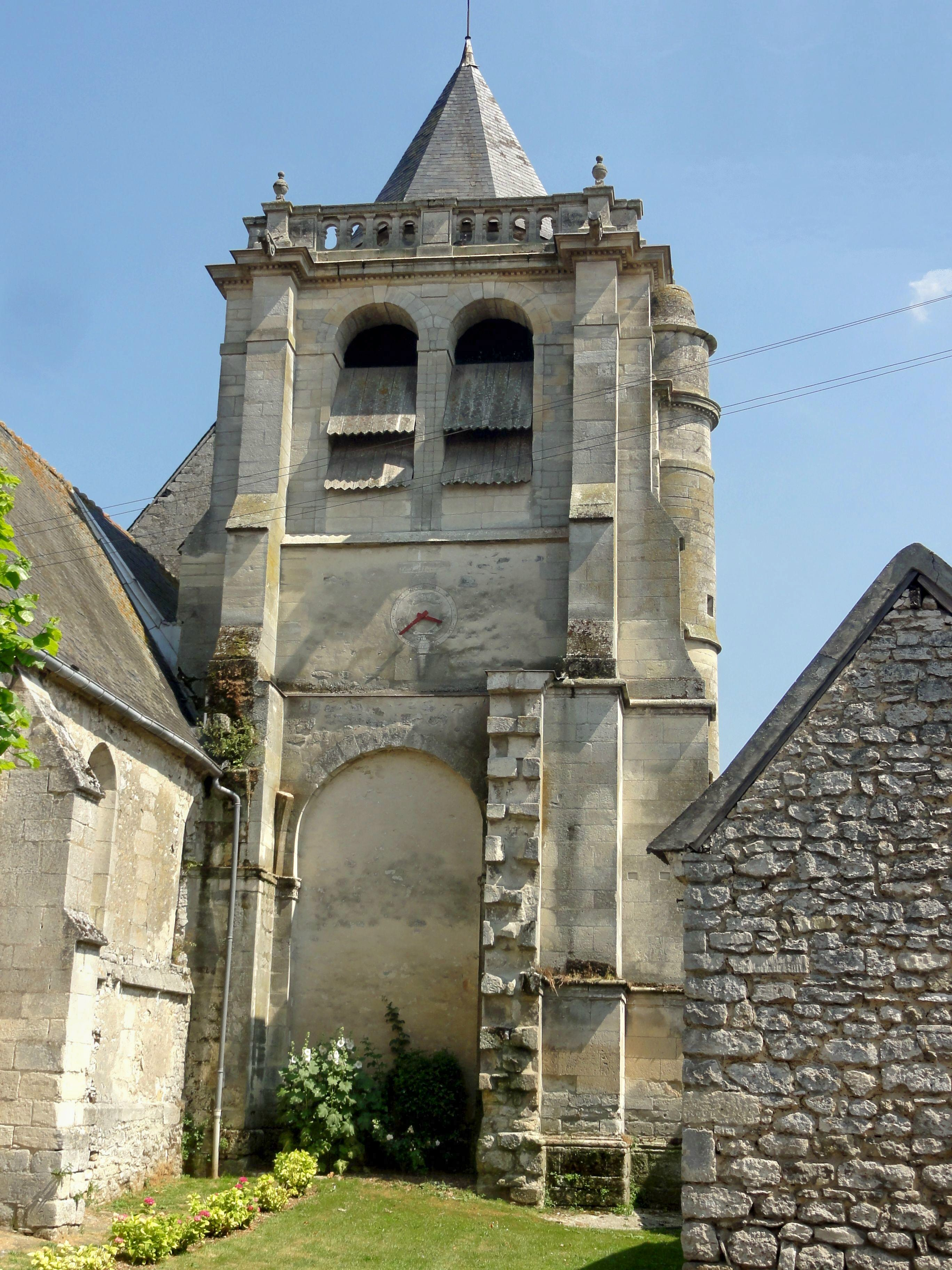
Clocher, côté ouest.

Le clocher se compose de sa base, utilisée comme sacristie et accessible depuis le collatéral sud du chœur ; de l'étage de beffroi ; et d'une flèche octogonale peu élevée, qui est en charpente et couverte d'ardoise, mais prend appui sur deux ou trois assises de pierres de taille. À chaque angle, le clocher est flanqué de deux contreforts orthogonaux, et non d'un unique contrefort biais, ce qui est plus fréquent à partir du milieu du XVIe siècle. Les contreforts se retraitent par un glacis à mi-hauteur, ainsi que par un glacis formant larmier au niveau du seuil des baies abat-son. Ils sont en outre décorés par deux bandeaux au niveau du rez-de-chaussée, qui comportent notamment un tore, ce qui est atypique pour l'architecture postérieure à l'époque gothique rayonnante.
Côté ouest, les contreforts sont moins saillants, car le bas-côté sud de la nef aurait dû assumer en partie leur fonction. Comme le montrent les pierres de réserve devant assurer la jonction avec le clocher, le bas-côté devait être moins large que le clocher. Il devait communiquer avec sa base par une grande arcade en plein cintre, ce qui prouve que l'affectation de la base du clocher comme sacristie n'était pas prévue dès le départ. Même le départ des ogives a été construit : bien que l'architecture Renaissance exige en principe des voûtes en berceau ou des voûtes d'arêtes pour rester conforme au modèle antique, les architectes de la région restent toujours fidèles au voûtement gothique. Aux impostes de l'arcade, une délicate décoration affiche plus clairement le style de la Renaissance, qui avait été retenu pour le bas-côté. On y voit une section d'entablement incomplet avec une frise de rinceaux, et un bandeau entre deux rangs d'oves. La Renaissance s'exprime également à travers la tête de chérubin joufflu à gauche de la baie méridionale du rez-de-chaussée, alors qu'à droite de la même baie, se profile une rapace, dont la tête manque malheureusement.
L'étage de beffroi est traité sobrement, mais est néanmoins bâti en pierres d'appareil. Chaque face est ajourée de deux baies en plein cintre, et un bandeau à peine proéminent court tout autour au niveau des impostes des fenêtres. Ce n'est qu'en haut de l'étage que l'architecte revient vers une décoration plus soignée, avec une corniche de denticules ; des gargouilles sculptées d'un double enroulement dans le goût baroque ; une balustrade à jour (complète seulement à l'ouest) ; et un couronnement d'éolipyles aux angles. La flèche s'élève au milieu d'une plate-forme.
L'unique cloche, nommée Françoise Firmine en l'honneur de François Firmin Trudaine, date de 1747. Elle pèse 500 kg pour 91 cm de circonférence. Elle a été fabriquée par F. Robert et Alexis Herba.

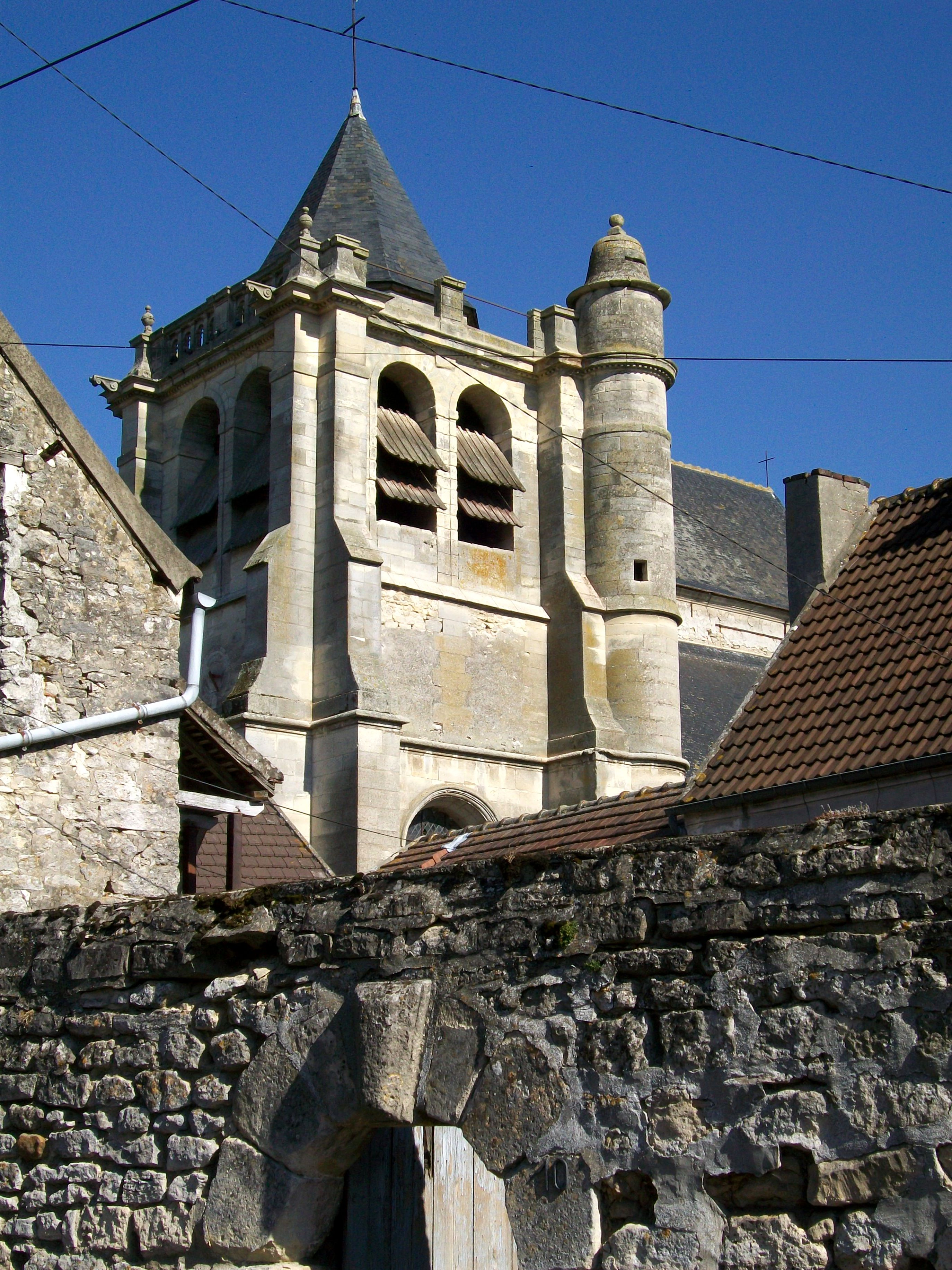
Vue depuis le sud-ouest.
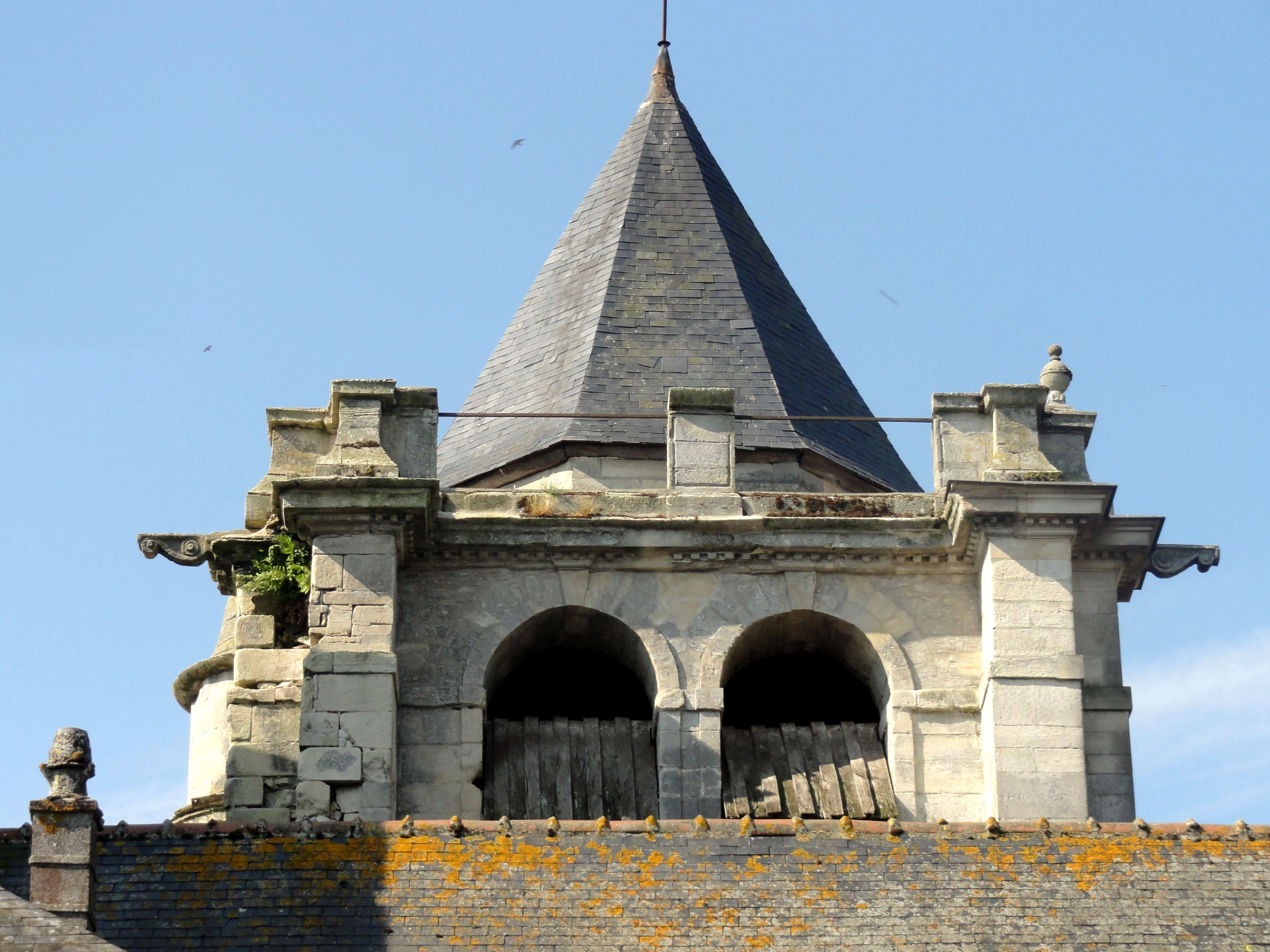
Vue depuis le nord.
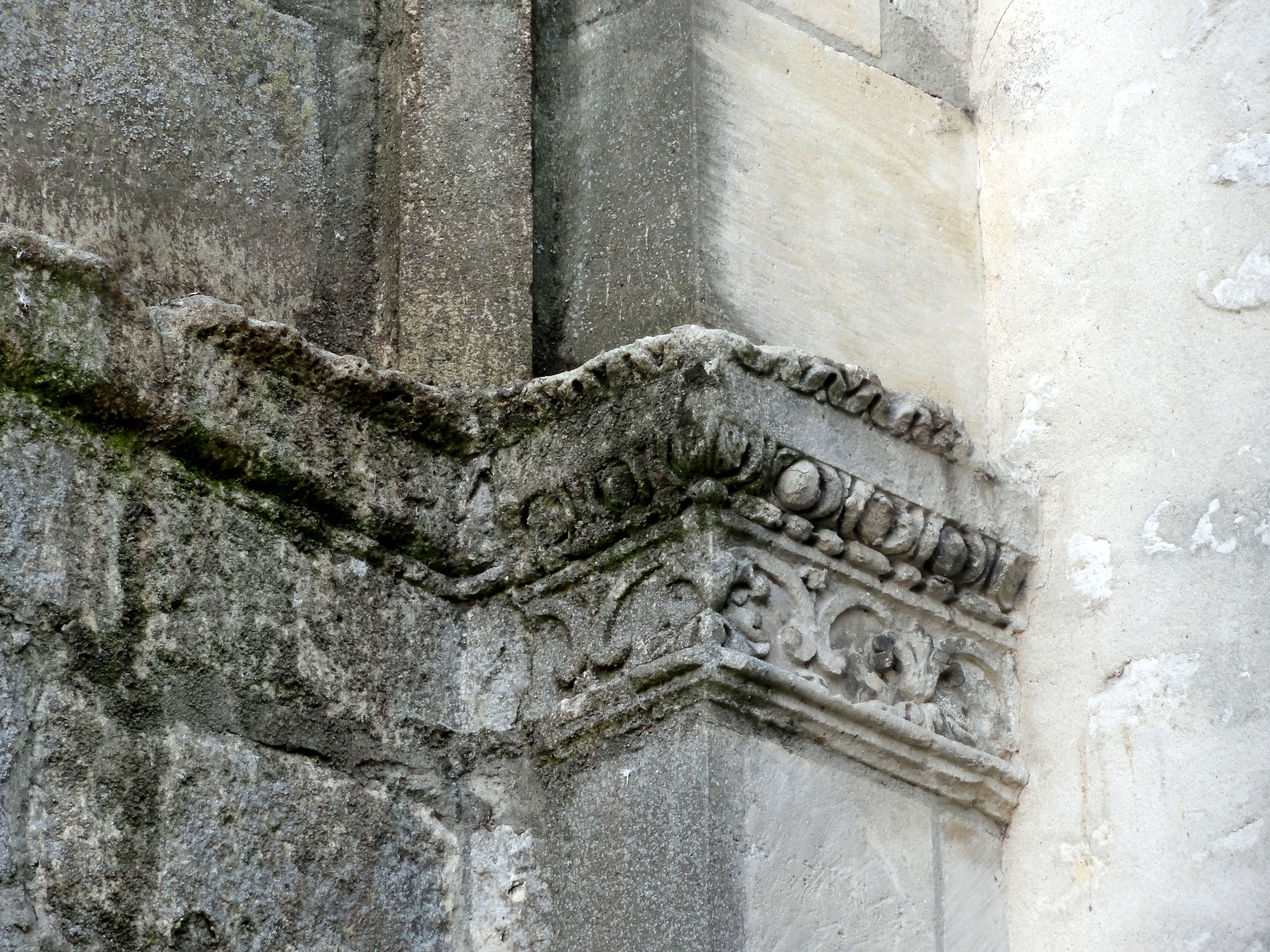
Détail de l'arcade vers le bas-côté non construit.
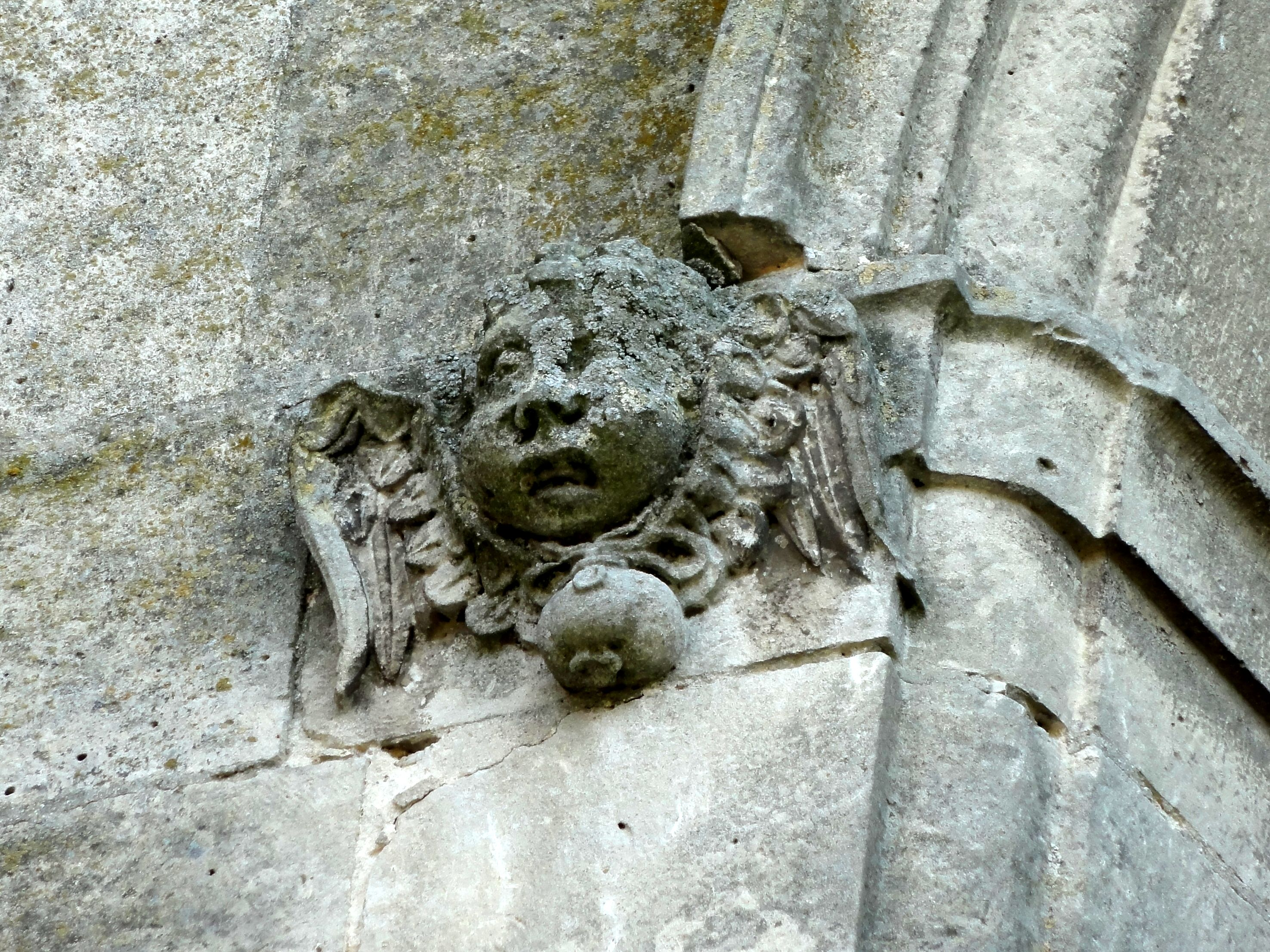
Chérubin à g. de la baie sud du rez-de-chaussée.
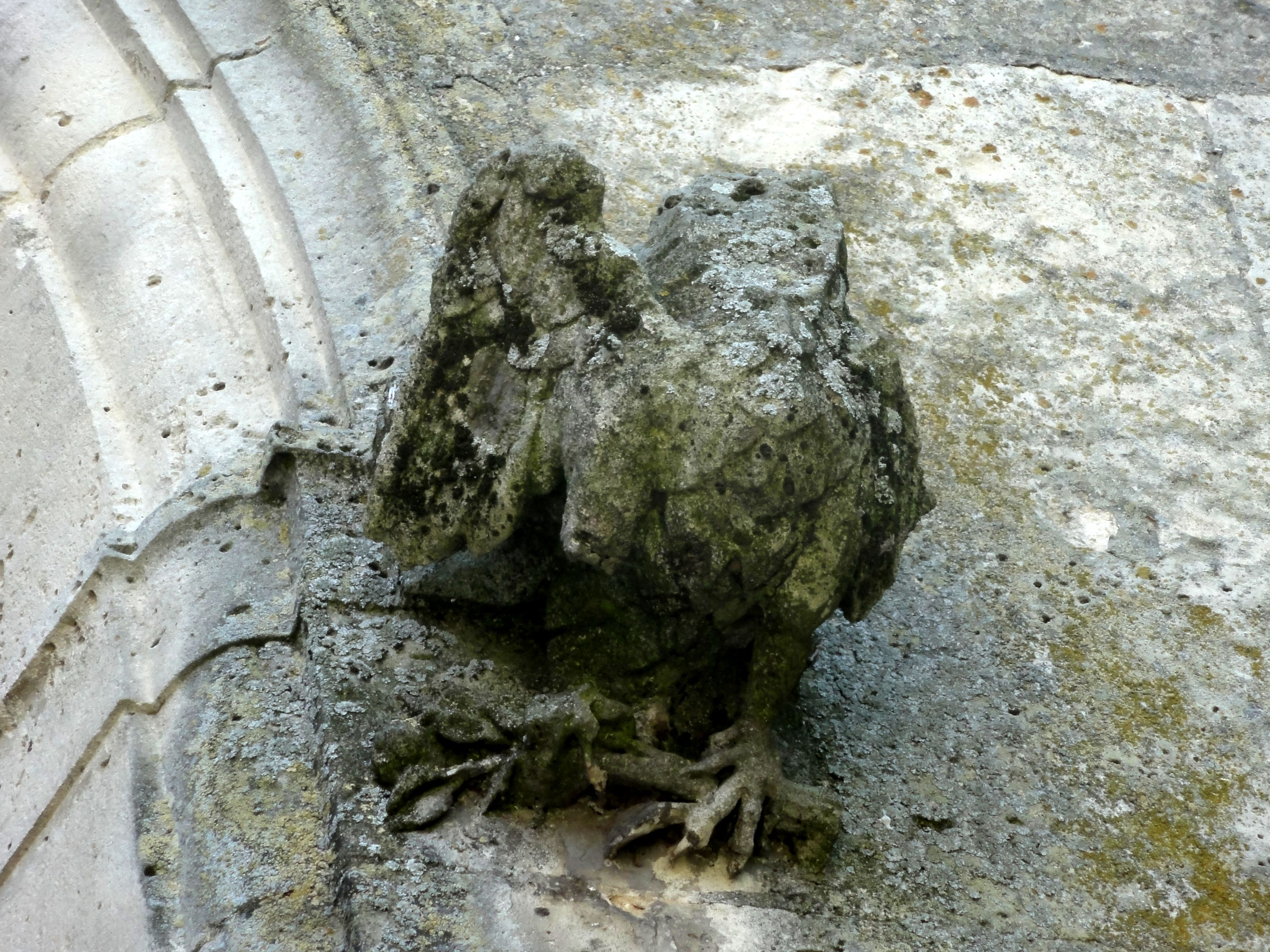
Rapace à dr. de la baie sud du rez-de-chaussée.
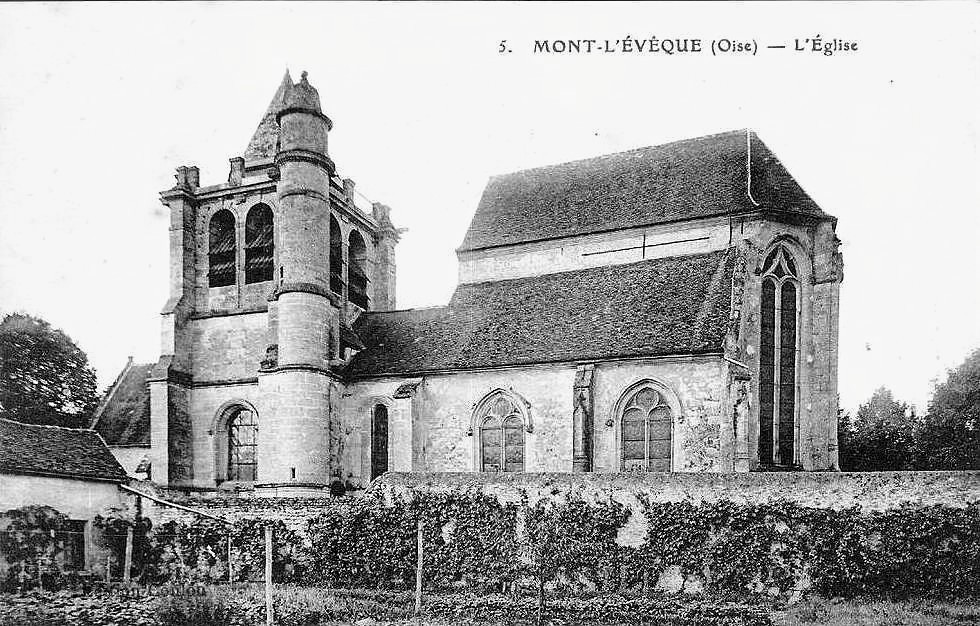
Vue depuis le sud au début du XXe.
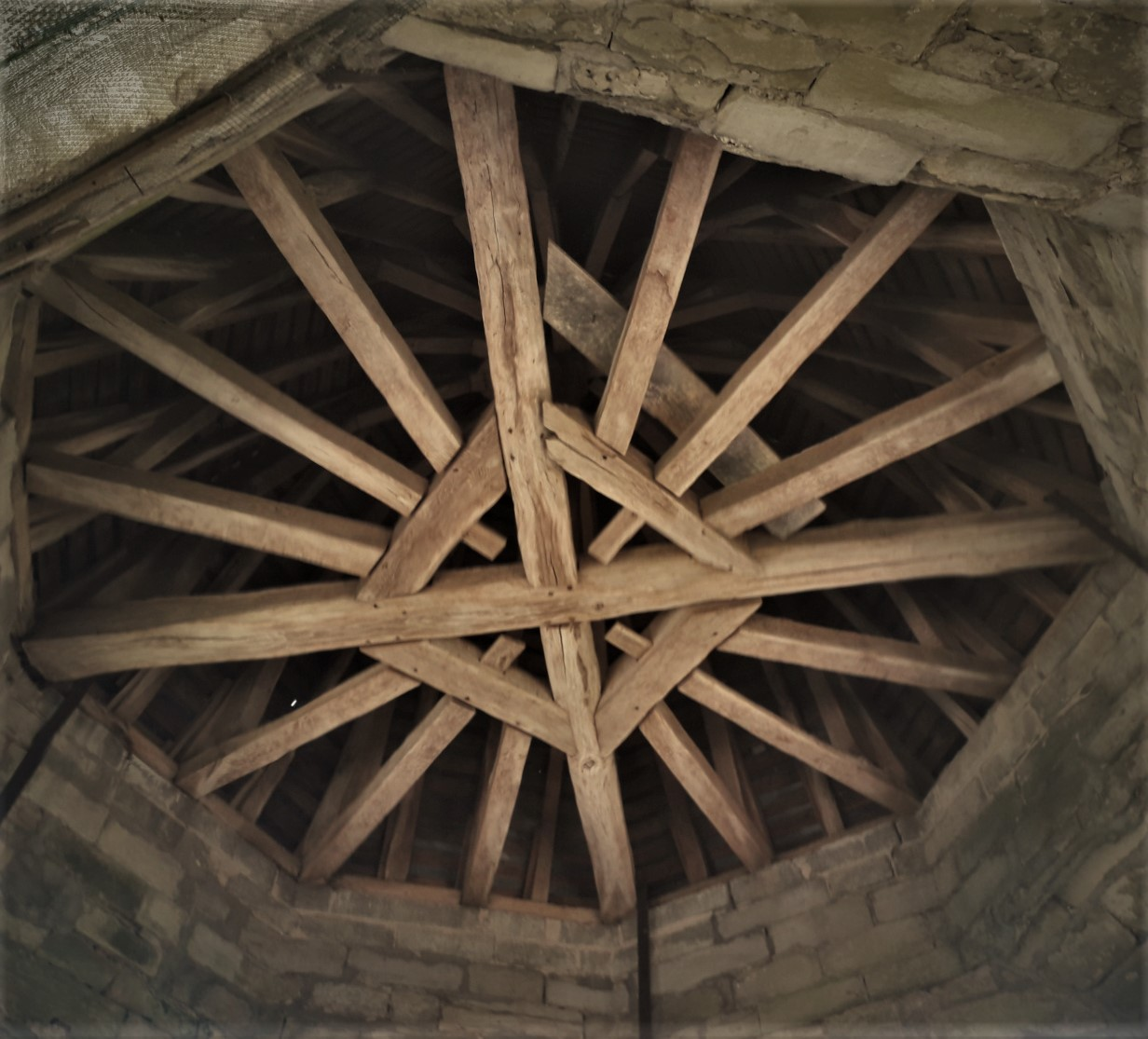
Charpente du clocher.
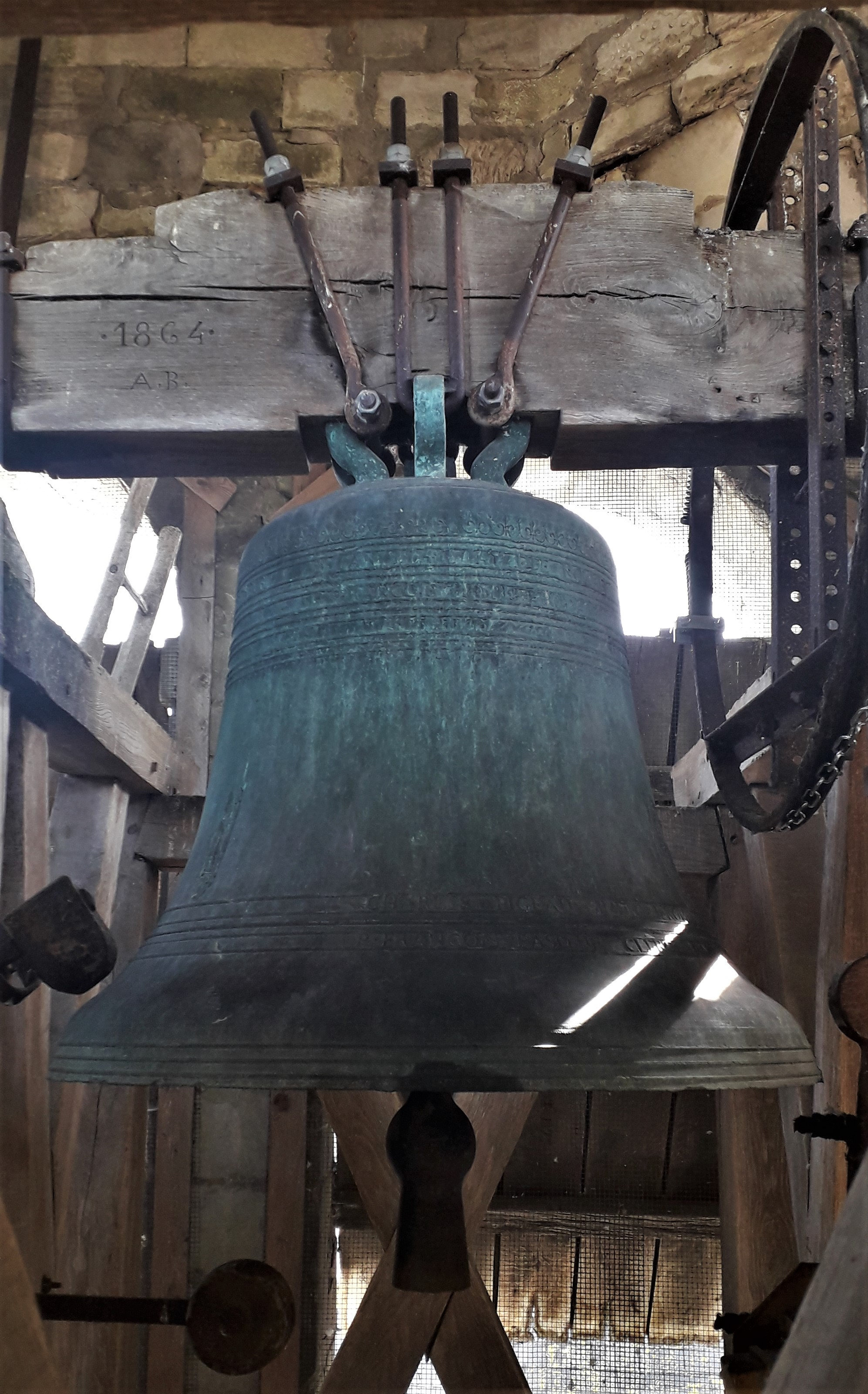
Françoise Firmine, cloche de l'église

#### Parties orientales

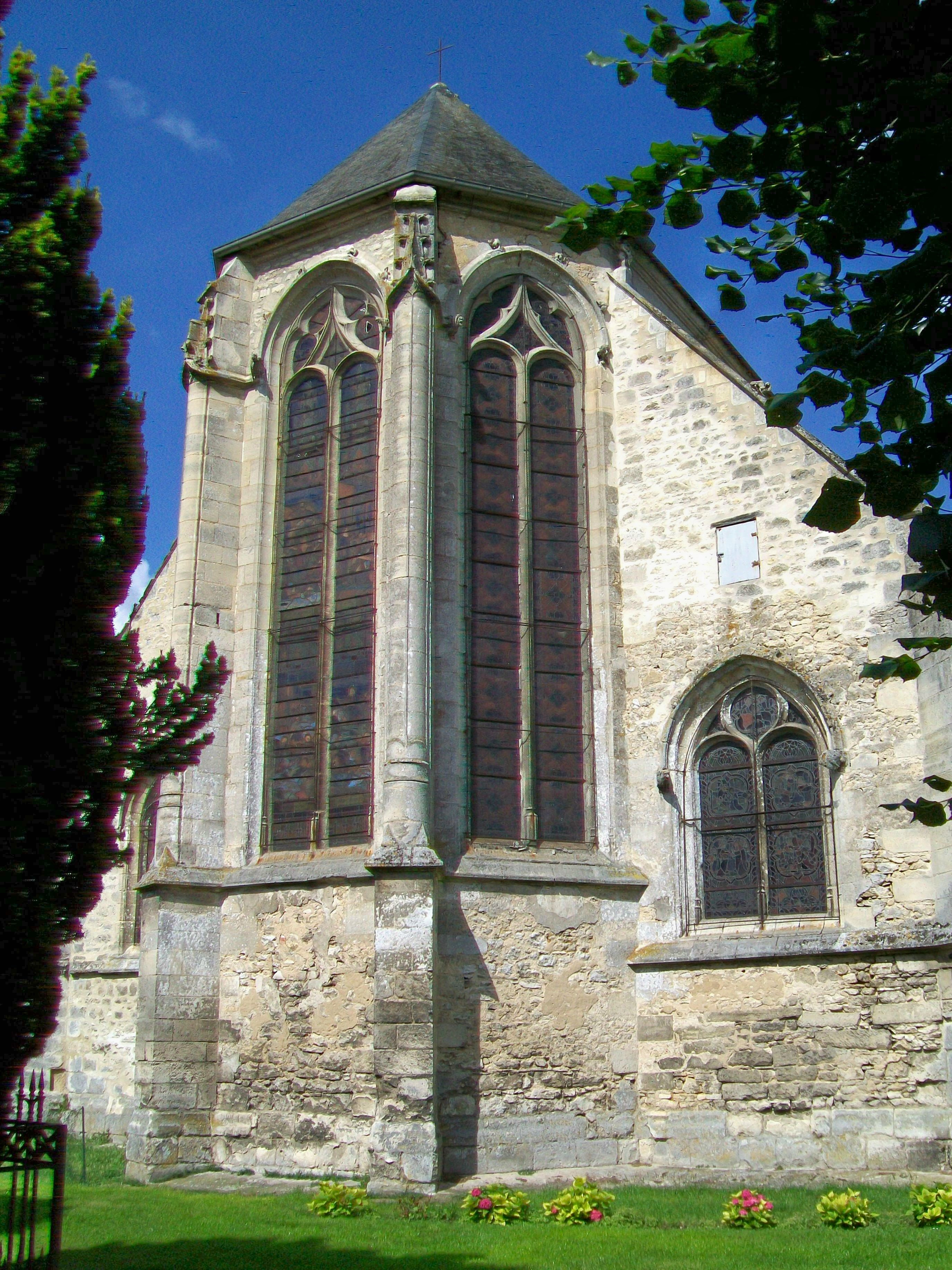
Vue sur le chevet depuis le nord-est.

Vu de loin, le chœur paraît imposant en raison de sa hauteur importante, soulignée par le faîtage du toit qui arrive au niveau du sommet du clocher. En même temps, l'architecture paraît sobre, car il n'y a guère de pinacles, gargouilles ou balustrades. L'attention de l'architecte s'est davantage focalisée sur les détails. Comme souvent à la période flamboyante, les fenêtres prennent appui sur un haut mur-bahut délimité par un glacis formant larmier, qui court tout autour et englobe les contreforts. Au-dessus, ceux-ci adoptent une forme arrondie, et sont décorés de fines moulures, ainsi que près du sommet, d'un petit réseau flamboyant composé d'un soufflet entre deux mouchettes, comme souvent en haut des fenêtres. Le couronnement est formé par une accolade garnie de crochets, qui se superpose à un clocheton plaqué contre la partie finale du contrefort. Les rampants du pinacle sont aussi garnis de crochets. Le bandeau qui forme l'accolade est continu et s'infléchit au-dessus des fenêtres. Au-niveau des impostes, des chimères et autres animaux fantastiques font largement saillie. Des créatures plus petites peuplent l'extrados du bandeau, à raison de quatre par fenêtre. Ces sculptures n'ont pas toutes résisté aux injures du temps, et sont presque toutes méconnaissables ou manquantes au nord. Elles paraissent refaites au-dessus de la dernière fenêtre du collatéral sud. Au sommet des demi-pignons des chevets des collatéraux, figurent de petits génies nus.
Finalement, les murs se terminent par une corniche moulurée. L'appareil de mauvaise qualité contraste avec la relative richesse de l'ornementation. Les murs gouttereaux du vaisseau central du chœur sont dépourvus de contreforts, mais de petits arcs-boutants peuvent être dissimulés sous les toits en appentis pentus des collatéraux. Aussi, les anciens croisillons du transept se présentent-ils sous un jour austère, avec absence totale de toute ornementation, et les contreforts y sont les mêmes que du côté de la façade de la nef, et au sud de la nef.

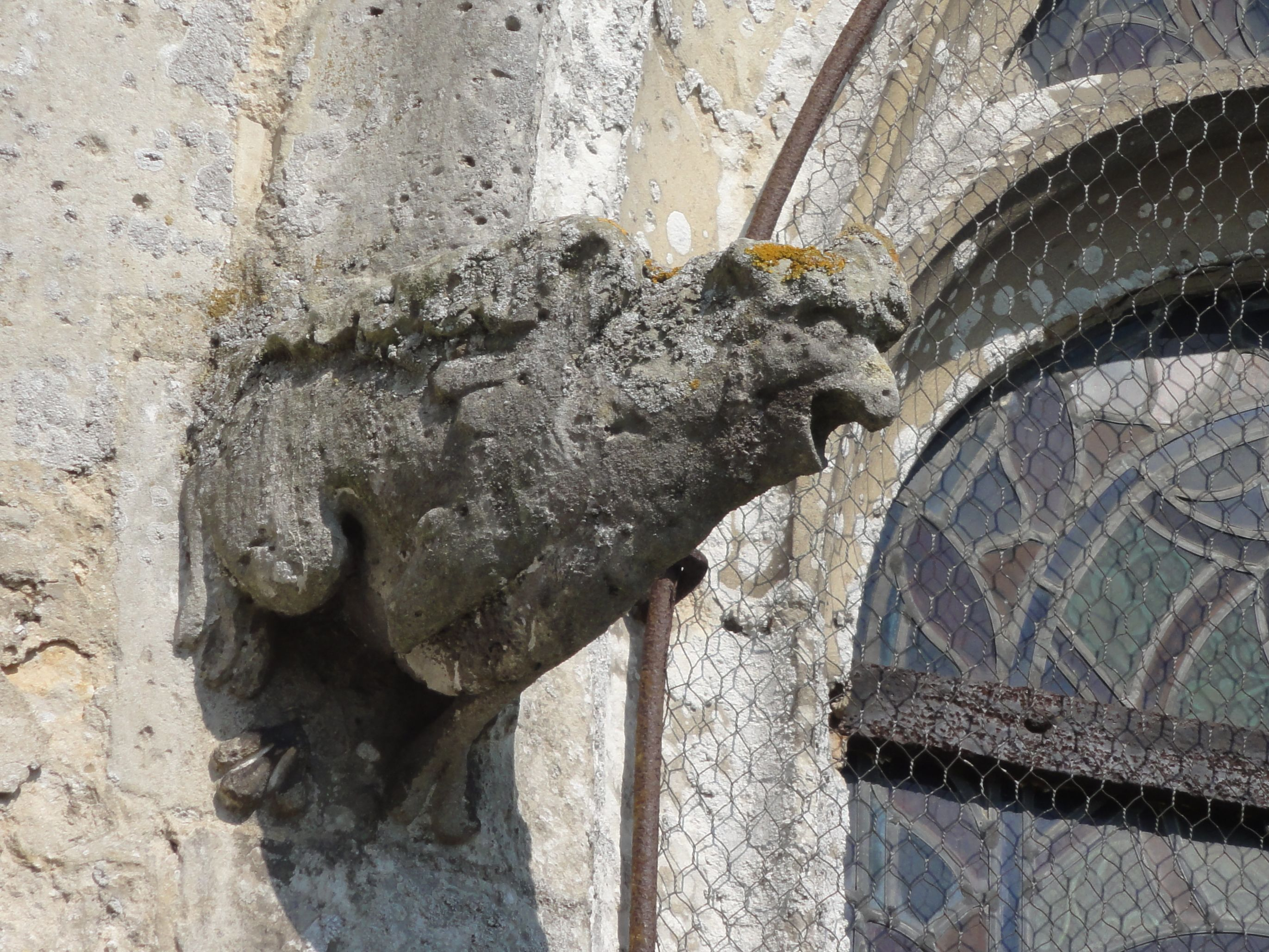
Chimère de la baie du chevet du collatéral sud.
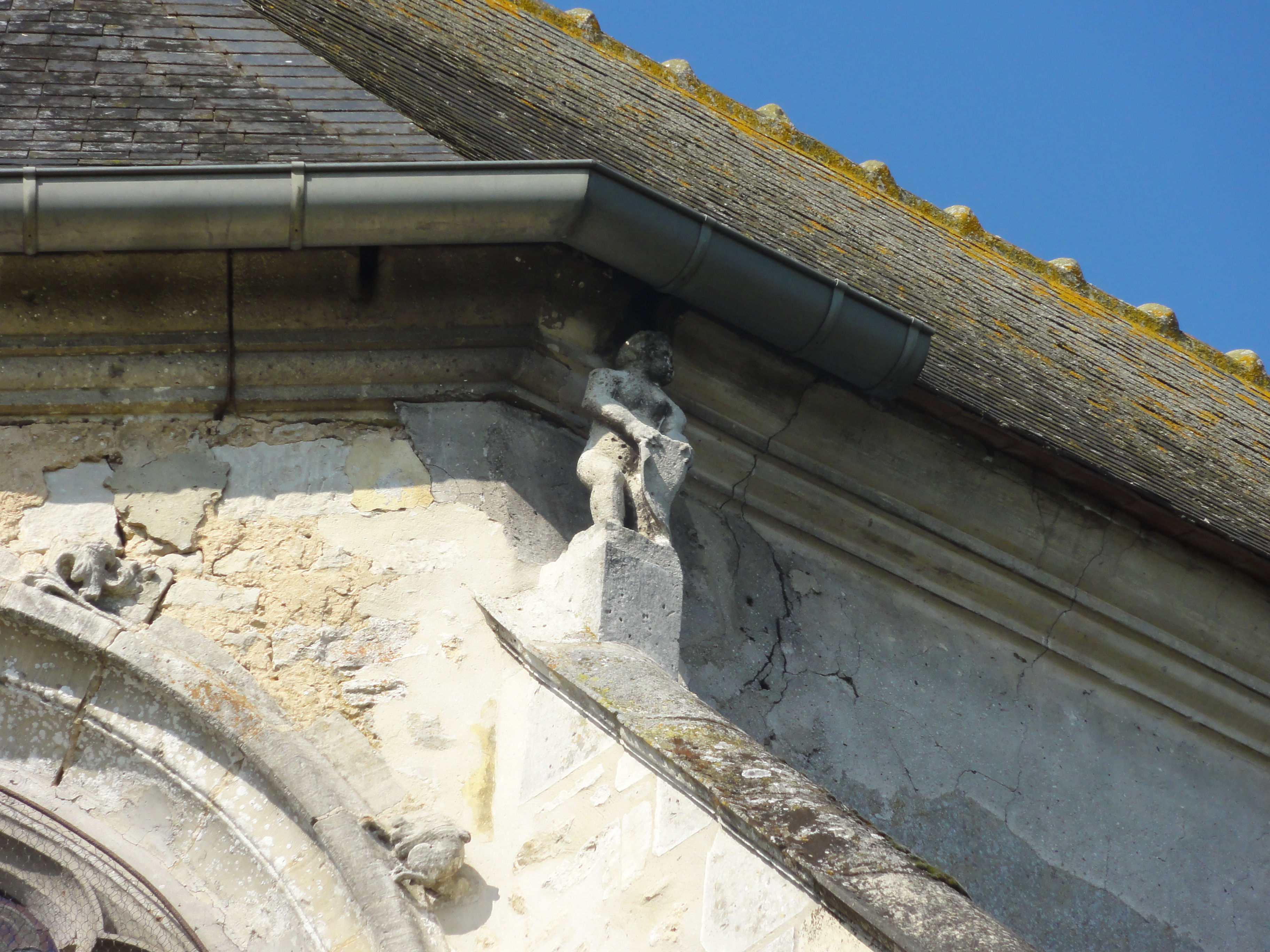
Génie en haut du demi-pignon du collatéral nord.
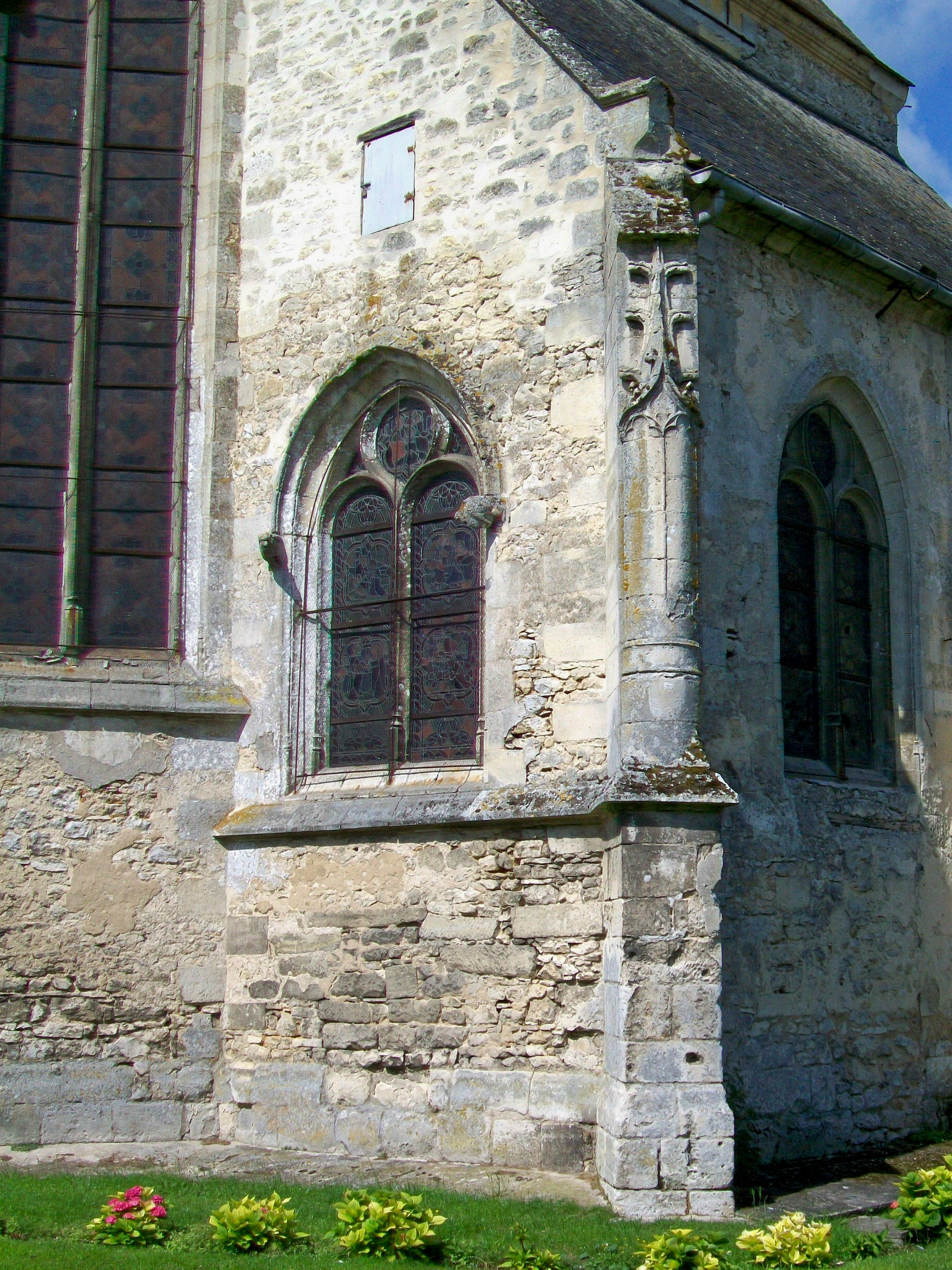
Chevet du collatéral nord.
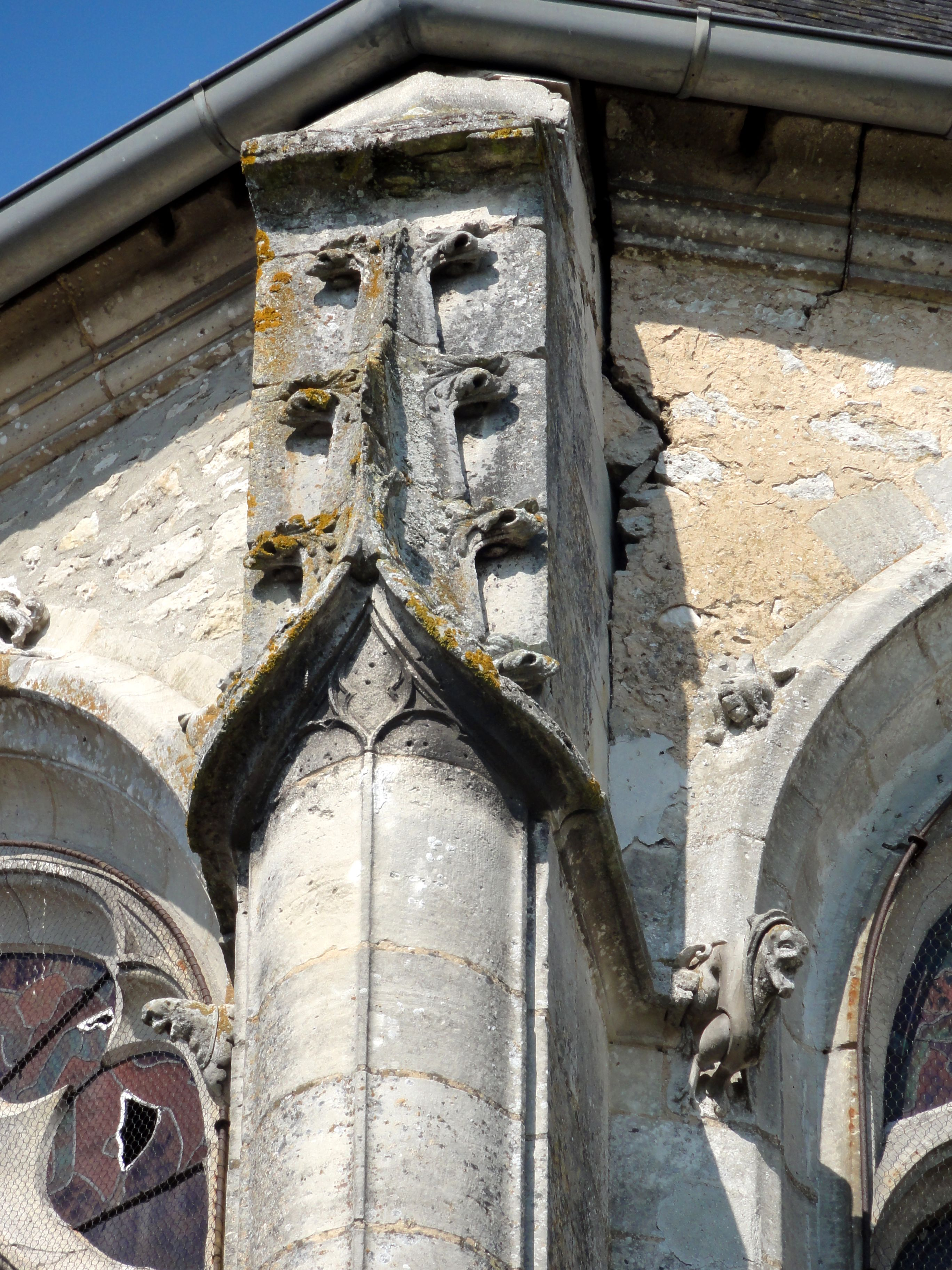
Sommet du contrefort de droite du chevet.
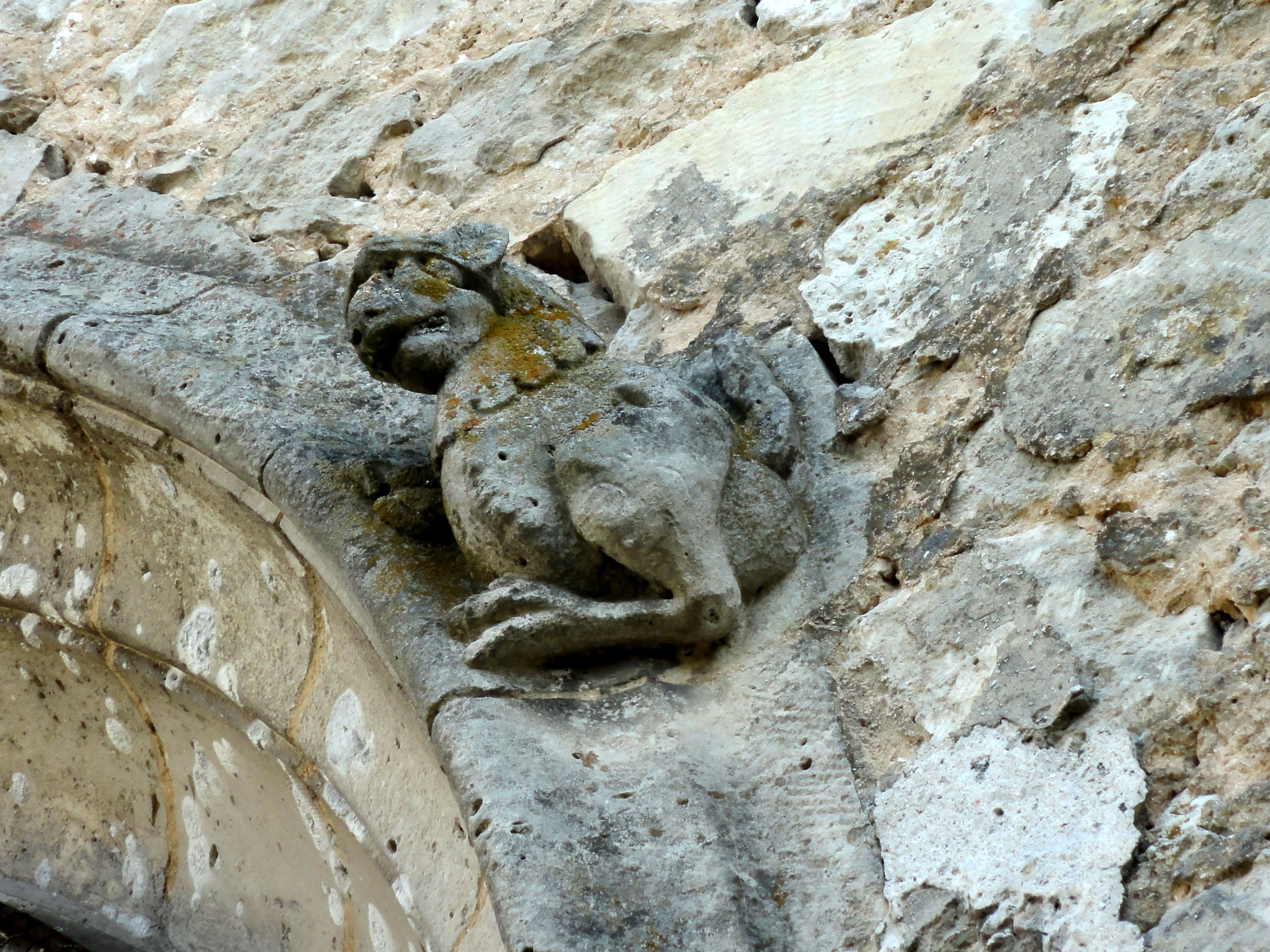
Animal fantastique au-dessus d'une fenêtre.
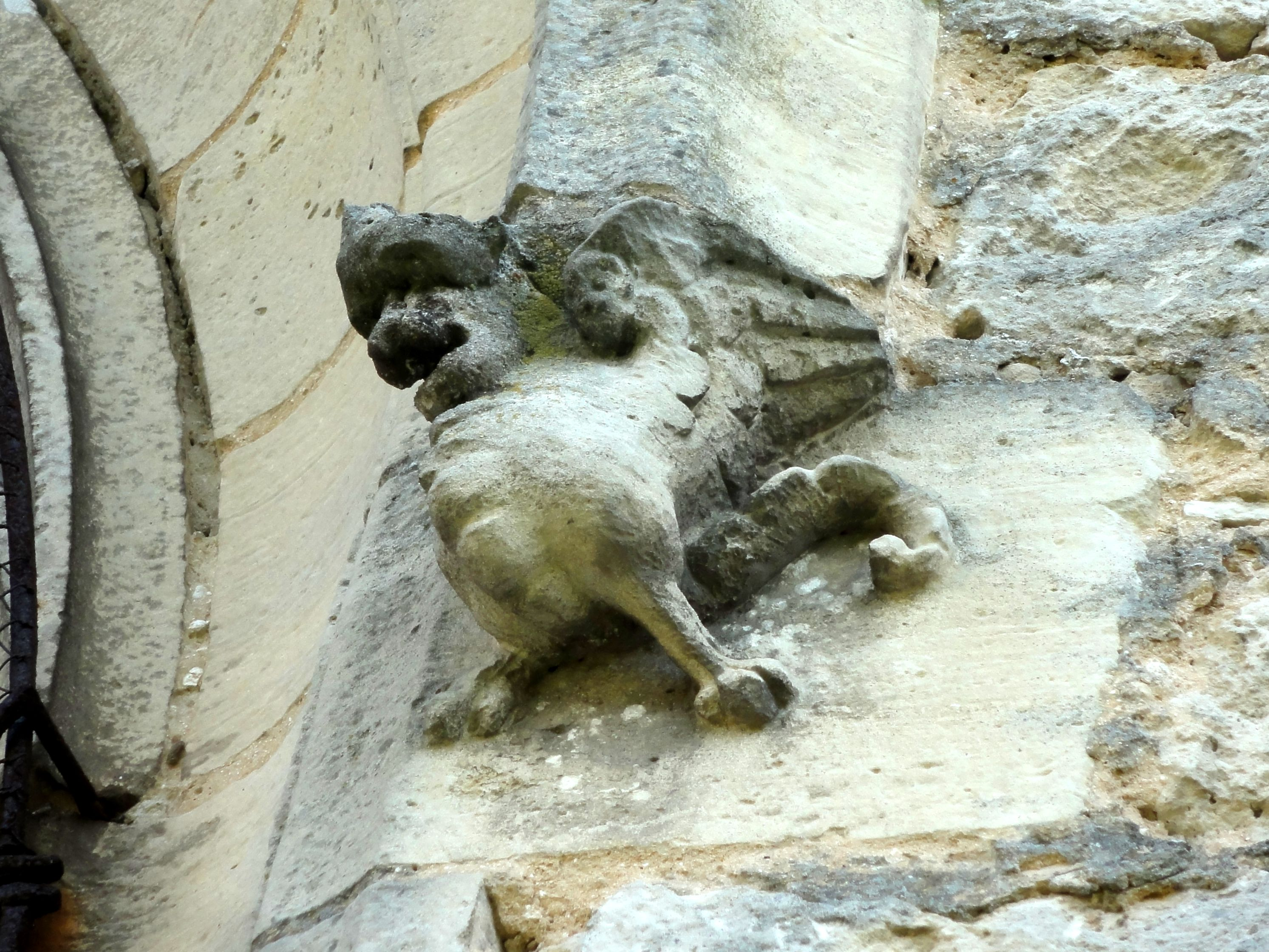
Animal fantastique à côté d'une fenêtre.

## Mobilier
L'église ne comporte aucun élément de mobilier classé monument historique au titre objet. Le mobilier actuel date essentiellement du XIXè siècle. Les travaux d'embellissement et la réalisation du mobilier ont été décrits abondamment par J.Guérin dans les Comptes-Rendus et Mémoires du Comité archéologique de Senlis publiés en 1887.
Sur le plan des statues, on peut signaler saint Germain, patron de l'église, dans la nef ; ainsi que la Vierge à l'Enfant d'une ancienne archiconfrérie, au chevet du collatéral sud. Les autres statues sont issues de productions en série.
La chaire à prêcher (1879), le confessionnal (1884) et le maître autel (1887), de style néogothique, sont les œuvres de Charles Buisine-Rigot, célèbre ébéniste et sculpteur de Lille. La chaire a la particularité d'être particulièrement élancée et de posséder sur sa cuve les représentations animalières des évangélistes.

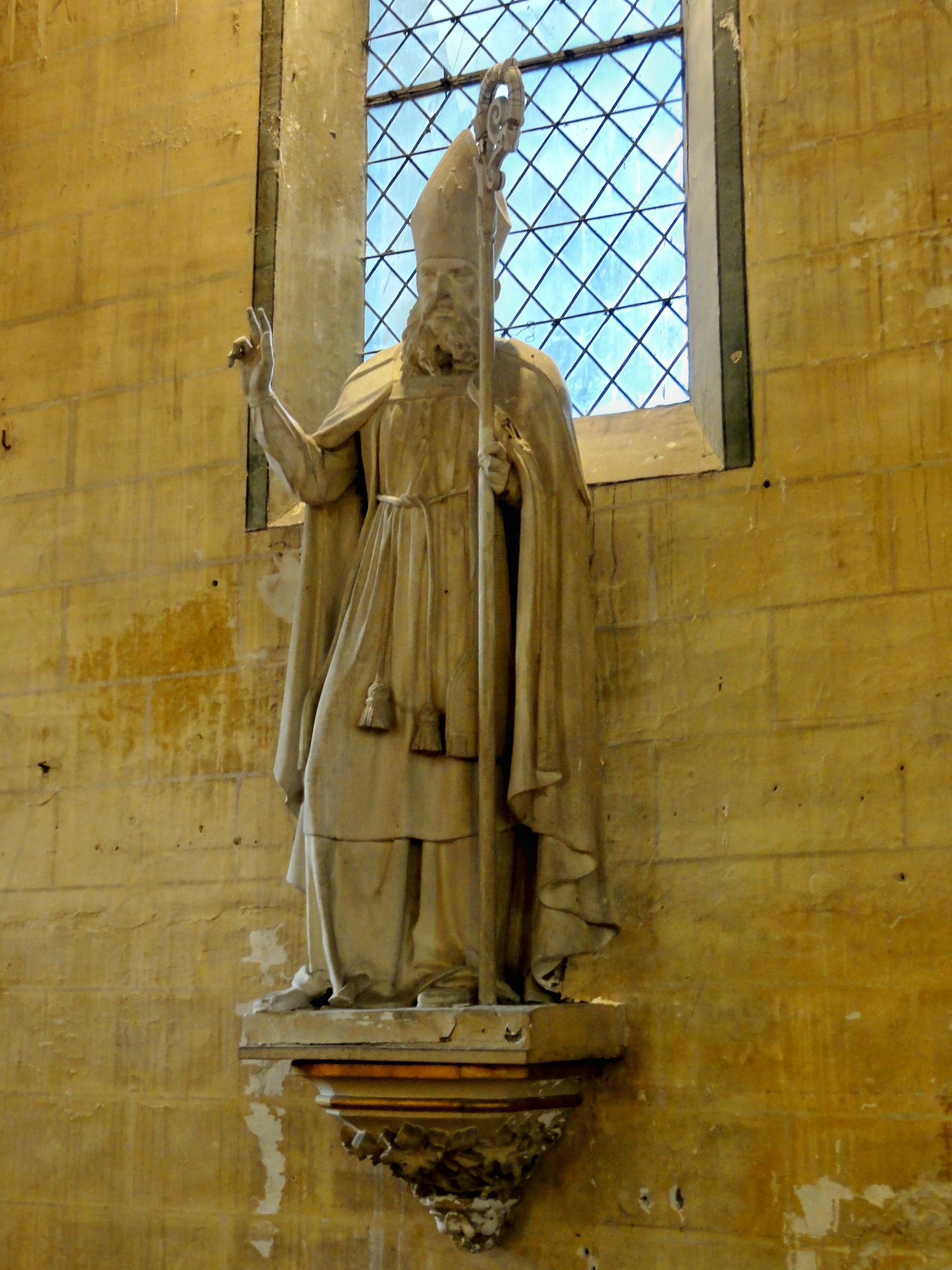
Saint Germain.
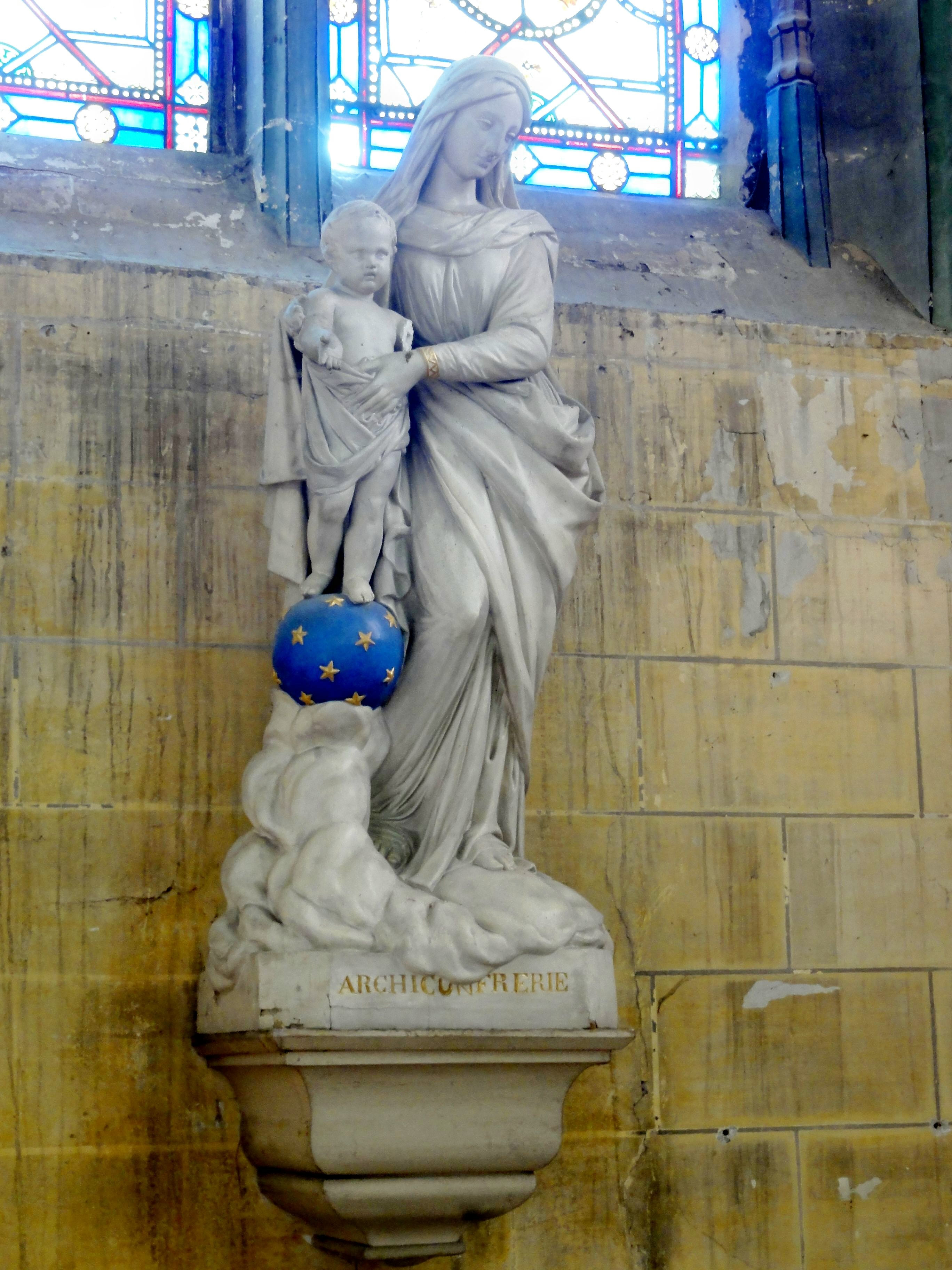
Vierge à l'Enfant.
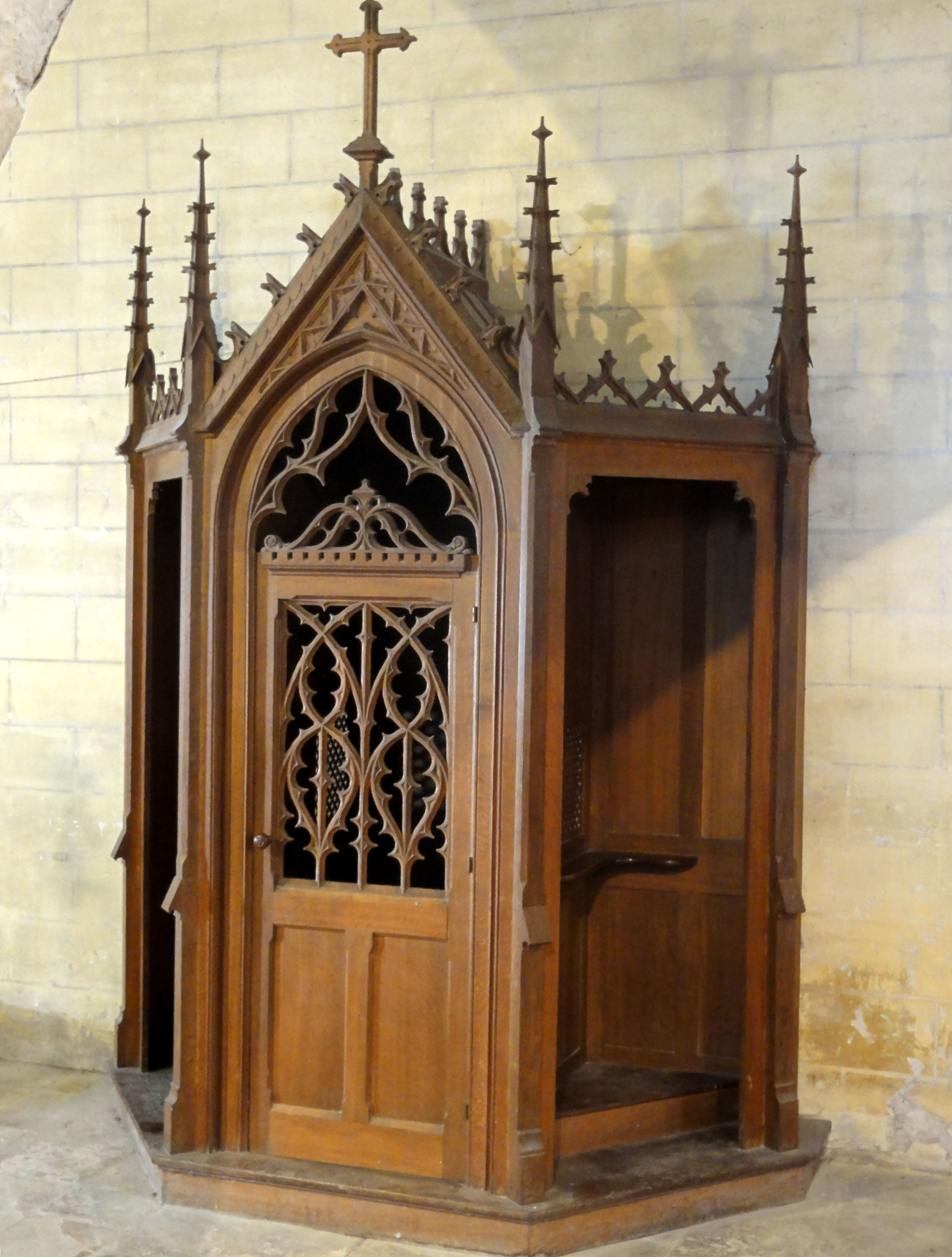
Confessionnal.

## Vitraux
Quatre fenêtres présentent des vitraux figurés. Celui du chevet du collatéral nord imite maladroitement le style du XIIIe siècle, et montre, sur quatre médaillons et au tympan, des scènes de la vie de la Vierge (couronnement de la Vierge au tympan, Annonciation, Nativité du Christ, Nativité de Marie et Visitation). D'un style résolument néogothique, la baie d'axe du chevet est consacrée à certains épisodes importants des Évangiles : Jésus chasse les vendeurs du Temple ; Résurrection ; Sermon sur la montagne ; et, sans référence biblique directe, « intérieur de Nazareth ».
De style Renaissance, le vitrail de la baie occidentale de la nef représente saint Louis rendant la Justice à Vincennes. Le même vitrail existe dans la cathédrale Notre-Dame de Senlis et l'église de Fleurines. Il est signé Levêque, Beauvais : cet atelier a livré de nombreux vitraux néorenaissance de qualité, dont également celui du chevet du collatéral sud, qui présente deux évêques en visite dans une ville médiévale. Le sujet précis reste à identifier. Les figures des donateurs figurent au premier plan, conformément à la tradition du XVIe siècle.

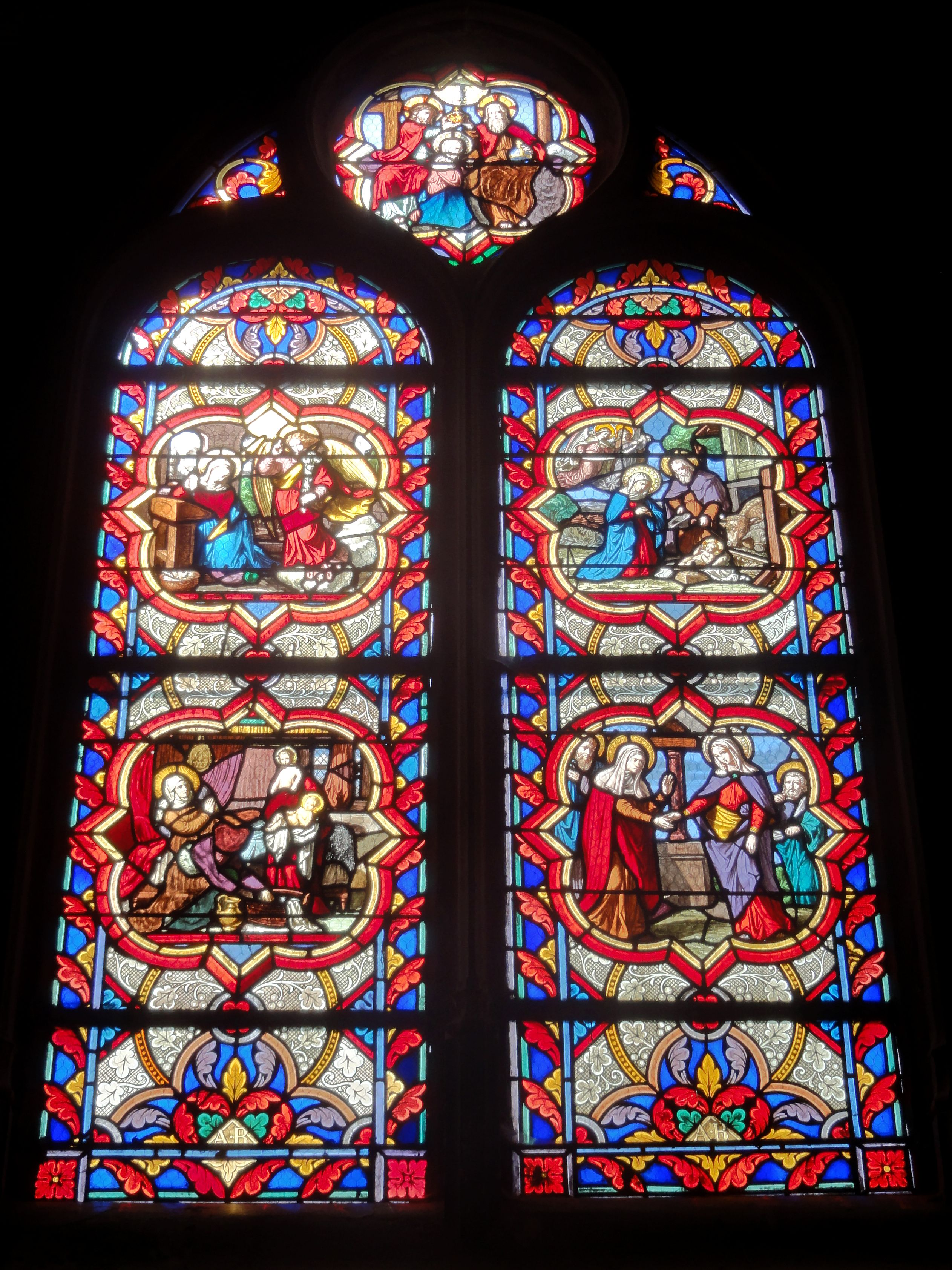
Vitrail - vie de la Vierge.
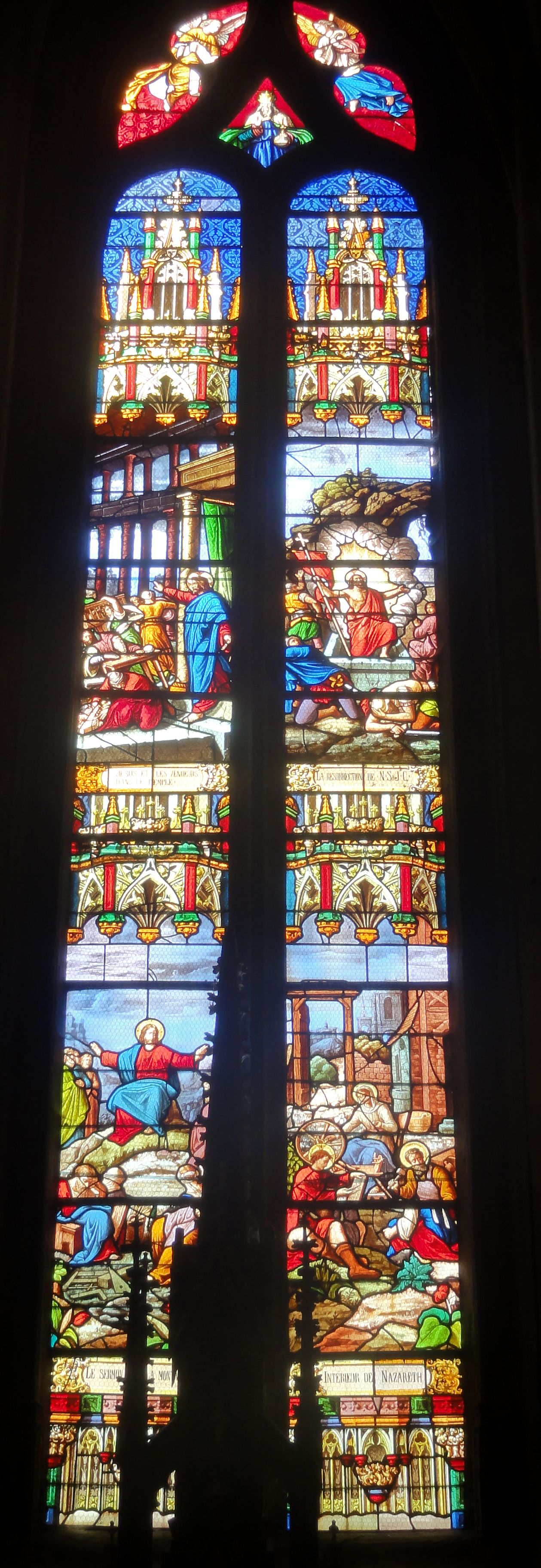
Vitrail d'axe du chevet.
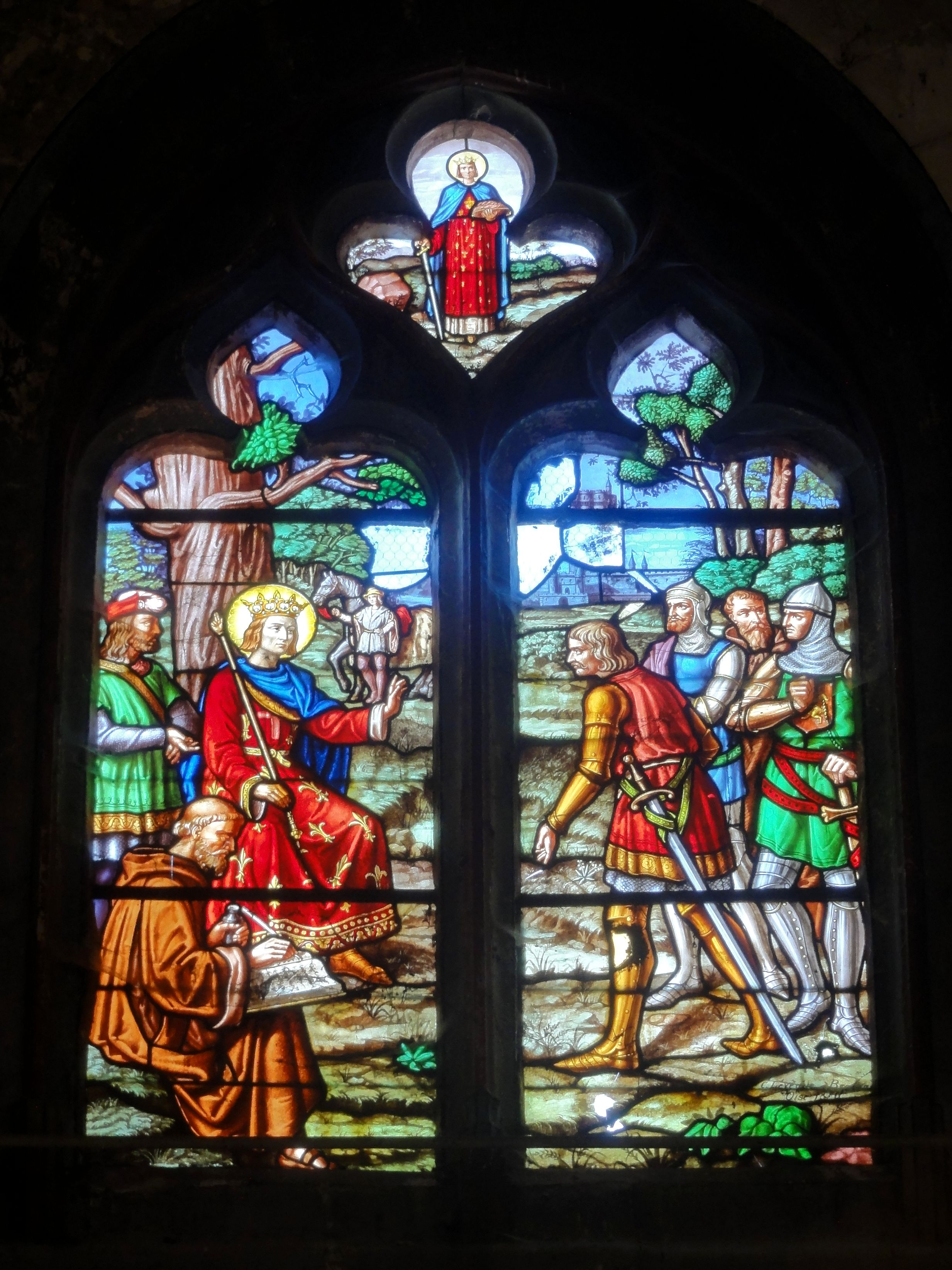
Vitrail - Saint Louis.